# Преследования кришнаитов в СССР
История Международного общества сознания Кришны (ИСККОН) в СССР началась в 1971 году с пятидневного визита в Москву основателя организации Бхактиведанты Свами Прабхупады (1896—1977). Прабхупада тайно встретился с советским индологом Г. Г. Котовским (1923—2001) и молодым москвичом Анатолием Пиняевым (1948—2013), ставшим первым последователем Кришны в СССР. После отъезда Прабхупады Пиняев активно занялся миссионерской работой и привлёк в ряды ИСККОН первых новообращённых, среди которых преобладали представители интеллигенции.
В конце 1970-х годов деятельность кришнаитов привлекла внимание КГБ. В 1980 году председатель КГБ Юрий Андропов направил в Президиум ЦК КПСС секретную докладную записку, в которой охарактеризовал ИСККОН как «самую радикальную» из всех мистических восточных групп на Западе и утверждал, что ИСККОН «стремится путём отрицания коммунистической идеологии и социалистического государства, борьбы с ними, увести своих приверженцев от участия в общественно-политической и трудовой деятельности в сторону мистики». Вскоре после этого ИСККОН был объявлен инспирируемой спецслужбами США «антикоммунистической сектой», осуществляющей «идеологическую диверсию» против СССР. В 1982 году началась кампания репрессий против советских кришнаитов, продолжавшаяся до 1987 года. В этот период преследования кришнаитов было «чуть ли не обычным явлением» — из разных уголков СССР регулярно поступали сообщения об арестах и судах. Жертвами репрессий стали около 60 советских кришнаитов; несколько из них умерли в лагерях и психиатрических больницах. В 1988 году, после прихода перестройки, ИСККОН был зарегистрирован Советом по делам религий как религиозная организация, став первой «новой» религиозной конфессией, легализованной за всё время советской власти.

## Появление и распространение «сознания Кришны» в СССР
Исследовательница религии в странах социалистического лагеря Оксана Антич отмечает, что среди культов, проникших в СССР через Запад, движение кришнаитов занимало «очень особое и наиболее заметное место». ИСККОН нашёл в СССР благоприятную почву, привлекая в свои ряды преимущественно молодых и образованных представителей интеллигенции, интересовавшихся йогой, медитацией и другими элементами восточной культуры. Существовавший среди советского населения интерес к этим темам стал одним из основных факторов успеха миссионерской деятельности кришнаитов. В 1983 году Сергей Шмеман на страницах The New York Times сравнил советских кришнаитов с ранними христианами, отметив при этом, что «движение кришнаитов пустило корни среди представителей советского эквивалента западного среднего класса — образованной, городской, привилегированной молодёжи — в то время как ранние христиане традиционно находили себе последователей среди малограмотного деревенского населения». Британский политолог Джон Андерсон, в свою очередь, отмечал в 1986 году, что «одним из наиболее недавних проявлений возрождения интереса советской молодёжи к религии стало распространение восточных религий и связанных с ними практик, таких как йога» и утверждал, что «возможно, наибольшим влиянием» среди восточных учений в СССР обладает кришнаизм.
Религиовед Сергей Иваненко выделяет несколько факторов, способствовавших успеху проповеди кришнаитов в СССР: кризис коммунистической идеологии, «утратившей способность давать убедительные ответы на насущные духовные и интеллектуальные запросы советских людей»; нараставшие среди творческой интеллигенции и молодёжи «духовно-нравственные и религиозно-философские поиски» и потребность в новой системе ценностей; неспособность Русской православной церкви и других легально существовавших в СССР религиозных организаций заполнить образовавшийся «духовный вакуум» и в то же время способность ИСККОН предложить «целостное мировоззрение, сочетающееся с высоконравственным образом жизни, практикой религиозного аскетизма и преданного служения Богу».
Начало истории ИСККОН в СССР положил визит Бхактиведанты Свами Прабхупады в Москву, состоявшийся в период с 20 по 25 июня 1971 года. Прабхупада прилетел в Москву из Индии в сопровождении двух своих учеников (Шьямасундары и Аравинды) и остановился в гостинице «Националь». За 5 дней пребывания в Москве Прабхупаде удалось лично пообщаться лишь с двумя советскими гражданами: заведующим отдела Индии и Южной Азии Института востоковедения АН СССР Григорием Григорьевичем Котовским (сыном героя Гражданской войны Григория Ивановича Котовского) и 23-летним москвичом Анатолием Пиняевым. 22 июня Котовский принял Прабхупаду и его учеников у себя в кабинете, располагавшемся в здании Института востоковедения в Армянском переулке. В продолжавшейся около часа беседе Прабхупада рассказал учёному-атеисту о ценности вайшнавского вероучения для советских людей и отметил, что в священных текстах индуизма «Бхагавад-гите» и «Бхагавата-пуране» «содержатся идеи, перекликающиеся с социалистическими и коммунистическими идеалами».
Анатолия Пиняева, которому суждено было стать первым советским кришнаитом, на встречу с Прабхупадой привёл его знакомый Нараяна — сын индийского дипломата, устроившего приезд Прабхупады в Москву. Пиняев проявил огромный интерес к кришнаизму, в связи с чем Прабхупада впоследствии привёл цветистое восточное сравнение: подобно повару, который по одному зёрнышку риса определяет готовность целого блюда, так и по тому, с каким энтузиазмом Пиняев принял сознание Кришны, он, Прабхупада, понял, что «к тому же готовы и миллионы других русских».

## Развитие ИСККОН в СССР до начала репрессий (1972—1980)
Анатолий Пиняев «оправдал надежды учителя», став верным приверженцем ИСККОН и его активным пропагандистом. В последовавшие за отъездом Прабхупады 10 лет он много разъезжал по территории СССР, распространяя вайшнавское вероучение. В 1973 году Пиняев заочно получил от Прабхупады духовное посвящение и имя на санскрите «Ананта Шанти Дас». По словам православного миссионера Олега Стеняева, лично знавшего Пиняева, это был «образованный и начитанный» юноша, владевший иностранными языками и обладавший «поразительной энергией», которую он всецело направил на миссионерскую деятельность. Как свидетельствует Стеняев, Пиняев проповедовал в вузах, в библиотеках и в других общественных заведениях, рассказывал о Кришне монахам в православных монастырях и даже распространял «Бхагавад-гиту как она есть» воспитанникам Московской духовной семинарии.
Проповедь Пиняева имела успех, в особенности среди людей, интересовавшихся индийской культурой, религией и философией. Выходцами именно из этой среды были первые советские кришнаиты, обращённые в новую веру благодаря усилиям Пиняева. Кришнаитские общины в те годы возникали на основе секций йоги, групп здоровья и даже кружков по изучению биополей. Постепенно среди советских последователей Кришны выделилось несколько искусных проповедников, с увлечением занимавшихся миссионерской работой. Они духовно окормляли кришнаитские группы внутри страны и поддерживали связи с зарубежными единоверцами. К 1980 году по необъятным просторам Советского Союза разъезжало уже несколько кришнаитских проповеднических групп. Они устраивали религиозные собрания, на которых давали лекции по священным вайшнавским текстам, воспевали мантры, готовили освящённую вегетарианскую пищу (прасад), показывали фильмы и слайды об Индии и гаудия-вайшнавизме.
По данным КГБ, к 1980 году такие массовые проповеднические программы (с участием до 100 человек) были проведены в Москве, Киеве, Вильнюсе и Риге. Согласно Сергею Иваненко, к 1980 году сплочённые группы кришнаитов сложились в Москве, Риге, Таллине и Каунасе, а неорганизованные группы — в Ленинграде, Красноярске, Свердловске и некоторых других городах. В 1979 году кришнаиты появились в Украинской ССР, где одним из первых проповедников стал уроженец Днепропетровска Валентин Ярощук.
В 1970-е годы советских кришнаитов регулярно навещали западные единоверцы, приезжавшие в СССР под видом туристов. Они привозили с собой кришнаитскую литературу, фильмы, диапозитивы, ритуальную одежду (дхоти, курты и сари), обучали советских последователей Кришны азам миссионерской деятельности. В те годы миссионерством за «железным занавесом» занималось несколько учеников Прабхупады, в том числе американец итальянского происхождения Харикеша Свами (Роберт Кампаньола), которому суждено было сыграть центральную роль в становлении ИСККОН в СССР. В 1976 году Прабхупада назначил Харикешу членом Руководящего совета ИСККОН, поручив ему курировать проповедническую деятельность в СССР и других странах Восточной Европы. После смерти Прабхупады в 1977 году, Харикеша стал одним из его 11 духовных преемников. Гуру-преемники разделили весь мир на «зоны влияния», в каждой из которых один из них получил эксклюзивное право принимать новых учеников. Часть Европы, включая СССР, отошла в зону влияния Харикеши, который в конце 1970-х годов несколько раз приезжал в Советский Союз. Во время миссионерских визитов Харикеши за «железный занавес», его, как правило, сопровождали другие кришнаиты, в частности американец польского происхождения Киртираджа (Дэвид Якупко), который в 1979 году был назначен региональным секретарём (вице-президентом) ИСККОН в СССР. Советские кришнаиты организовывали религиозные собрания с участием «западных эмиссаров», на которых Харикеша давал лекции, проводил киртаны и церемонии инициации новых учеников. КГБ знало о деятельности кришнаитов, но первое время не трогало их, возможно из-за того, что движение кришнаитов в СССР было крайне малочисленным.
Мощный толчок распространению кришнаизма в СССР дала 2-я Московская международная книжная выставка-ярмарка 1979 года, на которой имелся стенд кришнаитского издательства «Бхактиведанта Бук Траст». В роли официального переводчика «Бхактиведанта Бук Траст» на ярмарке выступил Анатолий Пиняев. Стенд кришнаитов вызвал огромный интерес публики и позволил тысячам советских людей ознакомиться с кришнаитской литературой.

## Борьба советского режима с «древнеиндийской антисоветчиной» (1980—1988)

### Краткий обзор периода репрессий
Поступающие в Комитет госбезопасности данные свидетельствуют о том, что с конца семидесятых годов существующие на Западе международные организации «Международное общество сознания Кришны» и «Белое братство», объединяющие последователей мистических течений, предпринимают попытки по распространению своих идей на территории Советского Союза... Представители этих организаций завязывают переписку с советскими гражданами. К лицам, проявляющим интерес к «учению», из-за рубежа по каналу туризма приезжают специально подготовленные эмиссары, которые доставляют им фильмы, диапозитивы, специальную литературу, ритуальную одежду, а также дают инструкции по ведению миссионерской деятельности в СССР.
Наиболее реакционная из этих организаций — «Международное общество сознания Кришны». Её основателем и главным идеологом является выходец из Индии Ачарья Бхактиведанта Свами Прабхубада, начавший проповедовать свое «учение» в США. Оно представляет собой смесь буддизма, индуизма и христианства, провозглашает конечной целью достижение «нирваны» (состояние души, освобожденной от оков материи). Свами Прабхубада проповедует создание кастового общества по типу Древней Индии. «Международное общество сознания Кришны» стремится путем отрицания коммунистической идеологии и социалистического государства, борьбы с ними увести своих приверженцев от участия в общественно-политической и трудовой деятельности в сторону мистики.
В настоящее время последователи данной организации появились в Эстонии, Латвии, Литве, на Украине, а также в Москве, Ленинграде и некоторых других городах в виде небольших группировок единоверцев. Для совместного изучения литературы, совершения связанных с «учением» ритуалов участники групп организуют сборища на частных квартирах. Из их числа выделились активисты, занимающиеся миссионерством, поддерживающие связи с зарубежными центрами и аналогичными группами внутри страны. Группы последователей «Международного общества сознания Кришны» строятся по принципу фанатичного послушания своему учителю, его обожествления. Особым авторитетом пользуются зарубежные эмиссары.
Эксплуатируя интерес молодежи и определенной части интеллигенции к древневосточной религии и философии, фанатично настроенные последователи указанного течения пытаются обратить их в свою веру. Для реализации этих замыслов они стремятся воздействовать на широкую аудиторию путем демонстрации привезенных из-за рубежа фильмов, диапозитивов, чтения лекций, организуя эти мероприятия в помещениях, принадлежащих общественным организациям, получаемых обманным путем. Такие факты отмечались в Москве, Киеве, Вильнюсе, Риге. В сборищах подобного рода принимало участие до 100 человек...
Комитет госбезопасности ведет работу по разложению групп последователей древневосточных религиозно-философских течений, пресечению их миссионерской деятельности в стране.
Регулярное чтение советских журналов и газет создает впечатление, что советская идеология сегодня уже не представляет собой того монолита марксистско-ленинского вульгарного материализма, каким она была при Сталине и в течение первых десятилетий после смерти Сталина. Однако если советские идеологические начальники могут даже поощрять влияние на их современников консервативных русских религиозных мыслителей прошлого, если они более или менее терпят интерес интеллигенции к т. н. «идеалистической философии» западного происхождения, то их терпение иссякает, когда дело доходит до религиозных движений, чье явление на русской почве для них непонятно и психологически необъяснимо. Изуверские репрессии русских последователей общества Сознания Кришны являются достойной иллюстрацией нетерпимости тех, кто в конечном итоге определяет карательную политику этого режима.
До конца 1980-х годов ИСККОН в СССР развивался в условиях подполья, а с начала 1980-х годов — также и в условиях гонений со стороны КГБ и государства. Появление независимого движения кришнаитов, без одобрения сверху, не могло не привлечь внимание советских властей. Вайшнавизм не имел исторических корней на территории СССР и не мог быть отождествлён ни с одним из известных в стране религиозных течений, что вызвало со стороны органов власти настороженность по отношению к кришнаитам и попытку пресечь их деятельность. Советский режим воспринял кришнаитов как своих идеологических противников. Для КПСС и КГБ, ИСККОН и другие новые религиозные движения были «идеологической диверсией мирового империализма и западных спецслужб».
Массовые репрессии начались в 1982 году и продолжались до 1987 года. В этот период преследования кришнаитов было «чуть ли не обычным явлением» — из разных уголков СССР регулярно поступали сообщения об арестах и судах. Пик репрессий пришёлся на 1984—1986 годы — период, в который, по данным Джона Андерсона, советские власти отправили в лагеря и психбольницы 49 кришнаитов. Судебные процессы над кришнаитами прошли в ряде республик СССР и получили освещение в главных республиканских изданиях: «Советская Эстония», «Советская Киргизия», «Правда Украины», «Комсомольское знамя Украины» и др. Дела кришнаитов раздувались органами госбезопасности до «жутких размеров». Предъявляемые кришнаитам обвинения в основном сводились к причинению вреда здоровью граждан под видом соблюдения религиозных обрядов. Под причинением вреда здоровью граждан подразумевалось побуждение их к вегетарианству и пению мантр.
Большинство кришнаитов были осуждены по части 1 ст. 227 УК РСФСР — «Организация или руководство группой, деятельность которой, проводимая под видом проповедования религиозных вероучений и исполнения религиозных обрядов, сопряжена с причинением вреда здоровью граждан или с иными посягательствами на личность или права граждан, либо с побуждением граждан к отказу от общественной деятельности или исполнения религиозных гражданских обязанностей, а равно с вовлечением в эту группу несовершеннолетних». Некоторых судили по ч. 2 той же статьи — «Активное участие в деятельности группы, указанной в части первой настоящей статьи, а равно систематическая пропаганда, направленная к совершению указанных в ней деяний». Часть 1 названной статьи предусматривала наказание в виде «лишения свободы на срок до пяти лет, или ссылкой на тот же срок с конфискацией имущества, или без таковой», часть 2-я — «лишение свободы до трех лет, или ссылкой на тот же срок, или исправительными работами на срок до одного года». Также были случаи, когда кришнаитов привлекали к ответственности по статьям 198-й и 209-й УК РСФСР («нарушение паспортного режима», «тунеядство», «бродяжничество»). Не попавшие под суд последователи Кришны подвергались общественному давлению: у них забирали паспорта, их вызывали в суд, увольняли с работы и не принимали на новую работу.
В советской прессе кришнаизм представлялся как разновидность душевной болезни. Для того, чтобы «вернуть к нормальной жизни» советских граждан, попавших под «тлетворное влияние реакционной секты кришнаитов», советские власти использовали карательную психиатрию. Десятки советских последователей Кришны были признаны «невменяемыми» и отправлены на принудительное лечение в специальные психиатрические больницы.
На домах у кришнаитов производились обыски, имущество уличённых в поклонении Кришне конфисковывалось в пользу государства. Часто для доказательства вины применялись угрозы, шантаж и пытки. Заключённых в тюрьмы и лагеря кришнаитов (как известно, вегетарианцев) насильно заставляли есть мясо, принуждали отречься от своей веры. Им отказывали в вегетарианской пище, не позволяли получать деньги и посылки от друзей и родственников. В результате недоедания у многих заключённых развился туберкулёз и другие тяжёлые болезни. Из-за невыносимых условий содержания несколько кришнаитов погибли в застенках тюрем, лагерей и психбольниц. В общей сложности было репрессировано более 50 кришнаитов. В это число входят верующие, отбывшие тюремные сроки или принудительно помещённые в психиатрические лечебницы. Несмотря на систематические преследования, число кришнаитов в СССР устойчиво росло.

### Развитие ИСККОН в СССР в начале 1980-х годов и события, предшествовавшие массовым репрессиям
Фантасмагорическая и кажущаяся абсурдной история преследования йогов, конечно же, далеко не случайна. Не существом своим страшны индийская философия, кришнаизм и йога советской власти, а — неподконтрольностью, особостью, независимостью — даже просто непонятностью. Ксенофобия — характерный признак любого закрытого общества. Со своей точки зрения советские прокуроры правы. «Кто не с нами — тот против нас», тот враг. А «если враг не сдается — его уничтожают». Кто будет следующим?
Как отмечает Сабрина Рамет, «сознание Кришны» в СССР бурно развивалось: к началу 1982 года в стране уже насчитывалось более 3000 кришнаитов. В 1983 году в опубликованной в The New York Times статье «В СССР говорят, что под своими мантиями кришнаиты прячут кинжалы ЦРУ» Сергей Шмеман отмечал, что хотя на улицах советских городов «пока никто не встречал восторженно поющих молодых людей, одетых в шафрановые одежды», движение кришнаитов в СССР уже было достаточно сильным, чтобы встревожить советские власти. Первым документальным свидетельством этой тревоги можно считать секретную записку тогдашнего председатель КГБ Юрия Андропова, направленную им в Президиум ЦК КПСС в 1980 году. В этом документе, Андропов, описывая деятельность кришнаитов в СССР, охарактеризовал ИСККОН как «самую радикальную» из всех мистических восточных групп на Западе, с конца 1970-х годов предпринимающую «попытки по распространению своих идей на территории Советского Союза». Андропов утверждал, что ИСККОН «стремится путём отрицания коммунистической идеологии и социалистического государства, борьбы с ними увести своих приверженцев от участия в общественно-политической и трудовой деятельности в сторону мистики».
Вскоре КГБ начало предпринимать первые шаги по пресечению деятельности «антикоммунистической секты» кришнаитов. В сентябре 1980 года в СССР в очередной раз прибыл Харикеша Свами в сопровождении своего помощника Киртираджи, который в 1979 году занял пост регионального секретаря (вице-президента) ИСККОН в СССР. Проведя два религиозных собрания на московских квартирах, Харикеша и Киртираджа отправились в Ригу, где местные кришнаиты организовали во Дворце культуры массовую проповедническую программу с их участием. Наряду с людьми, интересующимися индийской духовностью, на программу пожаловали сотрудники милиции и КГБ, которые задержали Харикешу, Киртираджу и приехавшего вместе с ними Анатолия Пиняева. Никаких обвинений американским миссионерам предъявлено не было. После допроса с пристрастием, им разрешили вернуться в Москву, но категорически воспретили какую бы то ни было пропаганду кришнаизма. По прибытии в столицу СССР, Харикеша и Киртираджа были задержаны и депортированы. После этого инцидента они стали персонами нон грата и смогли снова приехать в страну только после прекращения периода гонений на кришнаитов. Задержанного вместе с ними Анатолия Пиняева две недели продержали в психиатрической больнице и затем отпустили на свободу. После выдворения из СССР Харикеша осуществлял духовное окормление советских кришнаитов посредством переписки, а духовные посвящения давал заочно. Новообращённые ученики Харикеши, в свою очередь, принялись активно проповедовать. Один из них, Владимир Критский, впоследствии вспоминал:
Все забурлило, начиная с 80-го года. Пришла плеяда молодых и пламенных проповедников — Владимир Девяткин, Валентин Ярощук, Сергей Куркин, Сергей Приборов, Сергей Зуев, Ольга Киселева, Владимир Кустря, многие другие. Началась довольно мощная проповедь в Москве. Причем, не где-то кому-то, а именно интеллигенции, по различным институтам, учреждениям, элитным домам, вроде Дома архитектора, Дома композитора и т. д. Тут уже КГБ забеспокоилось, и <…> выслало Харикешу Свами и Киртираджа Даса <…> из страны <…> Затем, через месяц-другой, мы уже проводили проповедь по квартирам.
В 1981 году группа московских кришнаитов во главе с Сергеем Куркиным и Владимиром Критским предприняла попытку получить официальную регистрацию в качестве религиозной общины. К этому их побудило заявление местных властей о том, что пока община не будет легализована, КГБ продолжит совершать рейды на собрания её членов. Куркин и Критский подали заявку на регистрацию (с поимёнными списками членов общины) в Совет по делам религий при Совете министров СССР, который, однако, отказался её рассматривать на основании того, что кришнаизм противоречил коммунистической идеологии. Этот неосторожный шаг стал толчком к началу волны репрессий КГБ и советского государства против кришнаитов.
Своего рода сигналом к началу массовых репрессий стала вышедшая в октябре 1981 года в журнале «Коммунист» статья «О происках империалистических разведок», авторства первого заместителя председателя КГБ Семёна Цвигуна. Среди «происков врага» Цвигун выделил попытки создать в СССР «группы религиозно-мистического толка, которые изобилуют на Западе». К числу таких групп Цвигун также отнёс ИСККОН, назвав его, наряду с западной культурой и поп-музыкой, одной из основных опасностей, грозящих советскому населению. Вскоре после публикации этой статьи КГБ от слов перешёл к делу — по всей стране начались репрессии против кришнаитов. По мнению ряда исследователей, официальная кампания против кришнаизма в СССР началась именно с подачи Цвигуна.
В те годы в составе КГБ существовало специальное «Пятое управление», занимавшееся борьбой с «идеологическими диверсиями», в том числе «выявлением и пресечением враждебной деятельности церковно-сектантских элементов». В 1982 году в составе этого управления была создана группа всесоюзного значения «Поиск», целью которой являлось выявление последователей новых религиозных движений. Так как ИСККОН был самым заметным из НРД, проникших в СССР с Запада, основные усилия группы «Поиск» оказались сосредоточенными именно на выявлении кришнаитов и организации показательных судебных процессов против них. Известно, что «Поиск» возглавлял майор КГБ, представлявшийся как «Эрнест Фёдорович Белопотапов» и под другими именами.

### Суд над «духовным предводителем» красноярских кришнаитов Евгением Третьяковым (1982)
Первой жертвой оркестрированной КГБ антикришнаитской кампании стал красноярский инженер Евгений Третьяков — руководитель группы кришнаитов, образовавшейся осенью 1980 года в виде «кружка йоги» при Дворце культуры г. Красноярска. Третьякова арестовали в декабре 1981 года и судили в январе 1982 года. Суд признал Третьякова виновным в «паразитизме» и приговорил его к 1 году лишения свободы (по другим данным — к 1,5 годам).
24 января в связи с судом над Третьяковым в газете «Социалистическая индустрия» была напечатана разоблачительная статья А. Моцова и С. Садошенко «Йог с голубыми глазами, или истинное лицо проповедников Кришны», в которой содержались нападки на Третьякова и его единоверцев. Авторы статьи назвали имена около десяти кришнаитов — в основном инженеров из г. Красноярска. В статье также упоминался Анатолий Пиняев, которого авторы обвинили в том, что он привёл Третьякова в «сознание Кришны».
Кронид Любарский в статье, опубликованной в 1983 году в русской эмигрантской газете «Трибуна», назвал арест Третьякова «первой ласточкой» развёрнутой советскими властями «кампании против йогов и кришнаизма». Суд над Третьяковым и антикришнаитская публикация в «Социалистической индустрии» также привлекли внимание американской прессы. 15 марта 1982 года в The New York Times вышла статья советолога Теодора Шабада «Пение Харе Кришна вызвало замешательство в СССР». Автор статьи писал, что давно уже всем известные в Америке кришнаиты проникли на территорию СССР, что вызвало тревогу в Кремле. ИСККОН привлёк последователей из среды научно-технической интеллигенции, которую Кремль доселе считал хорошо защищённой от «идеологических диверсий» Запада, но которая «оказалась не готова противостоять молодым людям, занимающимся повторением мантр». Теодор Шабад также отметил, что кришнаитские песнопения и медитация «нашли благоприятную почву в СССР», где «практика йоги ради достижения более высокого уровня сознания» уже давно была популярна в среде интеллигенции. Статья Шабада была перепечатана рядом других изданий, и, в частности, появилась на первой странице ведущей индийской газеты The Times of India.

### Первая пресс-конференция советских кришнаитов (1982)
В апреле 1982 года советские последователи Кришны организовали в Москве первую пресс-конференцию, на которой решительно отвергли выдвигавшиеся против них обвинения в антисоветской деятельности. В частности, пресс-секретарь ИСККОН Александр Громов опроверг сообщения о связях кришнаитов с ЦРУ и заявил: «Ничем противозаконным мы не занимаемся и никого не боимся».

### Первая волна репрессий против кришнаитов в Москве (1981—1983)

#### Преследования «первого советского кришнаита» Анатолия Пиняева
Ещё до начала массовых репрессий, первый советский кришнаит и наиболее активный проповедник Анатолий Пиняев несколько раз подвергался задержаниям, помещался на короткое время в психбольницы. В сентябре 1981 года его поместили во Всесоюзный НИИ общей и судебной психиатрии имени В. П. Сербского, а затем обвинили в паразитизме, признали невменяемым и в апреле 1982 года отправили на принудительное лечение в Психиатрическую больницу № 5 г. Москвы, откуда месяц спустя ему удалось совершить побег. Пиняев скрывался до апреля 1983 года, когда его снова арестовали. На этот раз Пиняеву предъявили обвинения по ст. 227 УК РСФСР. На закрытом суде, состоявшемся 7 июня 1983 года, Пиняев был признан невменяемым и госпитализирован на неопределённое время в специальную психбольницу в Смоленске, где подвергнут курсу «лечения» галоперидолом. В апреле 1986 года Пиняева перевели в спецлечебницу в Орле, откуда он вышел на свободу только в ноябре 1987 года. Вслед за Пиняевым по решению советских судов в психбольницы были отправлены десятки кришнаитов.

##### Судебный процесс над «последователями школы мантра-йоги» Владимиром Критским и Сергеем Куркиным
5 апреля 1982 года прокуратурой Калининского района г. Москвы было возбуждено уголовное дело в отношении архитектора Сергея Куркина и аспиранта факультета вычислительной математики и кибернетики МГУ Владимира Критского — московских кришнаитов, которые ранее обратились с просьбой о регистрации ИСККОН в СССР. В связи с возбуждением уголовного дела, 14 апреля в домах Критского, Куркина и ряда других кришнаитов в Москве, Ленинграде и Риге одновременно прошли обыски. Критского арестовали 2 июля 1982 года, в то время как Куркин предусмотрительно уехал из Москвы. Органы госбезопасности нашли его в октябре того же года в Крыму, где он скрывался в горах.
Судебный процесс над «последователями школы мантра-йоги» состоялся в период с 2 по 7 декабря 1982 года в Калининском районном суде г. Москвы. Тогда же заочно судили находившегося в бегах Анатолия Пиняева. Как впоследствии вспоминал Критский, процесс «превратился в фарс». На входе в здание суда стояли сотрудники КГБ и пускали внутрь только тех, кого считали нужным. Одну девушку-свидетеля привели насильно и заставили давать нужные КГБ показания. На адвокатов было оказано давление, из-за чего они боялись произнести что-либо в защиту подсудимых. Обвиняемые были признаны виновными по ч. 1 ст. 227 УК РСФСР. В приговоре суда, в частности, говорилось: «В результате деятельности группы, проводимой под видом проповедования индуистского религиозного вероучения и исполнения религиозных обрядов, был причинен вред здоровью в виде патологического изменения психики членам группы». На суде было также вынесено частное определение о возбуждении уголовного дела против Александра Кораблёва и ещё пяти московских кришнаитов.
Критскому суд дал 4 года колонии общего режима с конфискацией имущества, а Куркину — 2,5 года колонии. Осенью 1984 года, после двух лет в тюрьме, за примерное поведение Критский был условно освобождён с обязательным привлечением к труду и отправлен в Пермь на «стройку народного хозяйства». Там он продолжил заниматься миссионерской деятельностью, за что через полгода снова был арестован и осуждён по той же 227-й статье. На этот раз увлёкшегося проповедью учёного-кришнаита приговорили к 3 годам колонии строгого режима: суд дал ему 1,5 года с присоединением полутора лет неотбытого срока по предыдущему приговору. Этот срок Критский отсидел полностью, в общей сложности проведя в тюрьме 5,5 лет.

#### Разгром свердловской общины кришнаитов и суд над её руководителем Валерией Суховой (1982—1983)
В 1979 году в г. Свердловске специалист по лечебной гимнастике Валерия Сухова начала вести группы лечебной гимнастики по системе хатха-йоги. Занятия этих «групп здоровья», в которых участвовало около 100 человек, проходили в самых разных местах: в театральном училище, на стадионе завода «Пневмостроймашина». Вскоре, от одного из своих знакомых, Сухова узнала о существовании в СССР бхакти-йогов (так себя именовали советские кришнаиты). С целью познакомиться с людьми, практикующими неведомый ей вид йоги, она отправилась в Москву, где приняла участие в кришнаитских собраниях. Пение «Харе Кришна» и прасад пришлись Суховой по душе, и она пригласила кришнаитов посетить Свердловск. На её приглашение откликнулся кришнаитский проповедник Евгений Третьяков: 8-9 марта 1981 года он провёл в Свердловском театральном училище первую в истории города кришнаитскую программу, на которую пришли в основном ученики из кружка йоги Суховой. Третьяков провёл киртан, рассказал присутствовавшим о философии мантра-йоги (пения мантры «Харе Кришна») и ответил на вопросы. В том же 1981 году, но уже в компании двух других кришнаитских проповедников, Третьяков возвращался в Свердловск три раза — в мае, июне и декабре месяце — после чего его арестовали и судили в Красноярске.
После первого визита Третьякова к занятиям в группах хатха-йоги прибавилась «звукотерапия» — пение «Харе Кришна». Вдохновлённая проповедью Третьякова, Сухова, с разрешения начальства, создала при свердловском Доме работников культуры кришнаитскую общину, замаскированную под «Клуб любителей Востока». Кришнаитские собрания проводились как в Доме работников культуры, так и на дому у Суховой и других йогов. Новоявленные свердловские бхакти-йоги собирались вместе, пели «Харе Кришна», жгли благовония у картины с изображением Кришны, готовили и принимали прасад. Собрания эти посещали в основном представители свердловской интеллигенции, среди которых были старшие научные сотрудники Уральского научно-исследовательского химического института, старший инженер «Уральской энергосистемы» Вадим Козельский, старший преподаватель кафедры русского языка Уральского государственного университета. Так как у первых уральских последователей Кришны не было возможности ознакомиться с вайшнавской духовной литературой, их познания в гаудия-вайшнавской философии и теологии сводились к тому, что «Кришна — это имя Бога и что повторение этого имени очищает ум». Исключением была астроном Валентина Бочкова, которая была достаточно хорошо знакома с вероучением кришнаитов: ей довелось побывать на кришнаитских собраниях в Москве и Ленинграде, и, самое главное, у неё имелась «Бхагавад-гита как она есть» на английском языке. Рассказывая о содержании этой священной книги на кришнаитских собраниях, она превратилась во вдохновенного проповедника учения Кришны в Свердловске.
Вскоре после визита Третьякова в декабре 1981 года, над свердловскими йогами сгустились тучи. На занятия «группы здоровья» Суховой, проходившие в Свердловском театральном училище, явился участковый, который задержал всех присутствовавших, обвинив их в проведении молитвенных собраний. Сотрудник милиции отпустил йогов только после того, как записал их имена. На следующий день, та же самая участь постигла участников другой суховской «группы здоровья», занимавшихся йогой на стадионе «Пневмостроймашины».
Поначалу следствие не могло решить, по какой статье УК квалифицировать совершённое Суховой «преступление». В какой-то момент её хотели привлечь к суду за «занятия запрещённым промыслом», но в конце концов выбор следователей пал на ст. 227 УК РСФСР — пресловутое «посягательство на личность граждан». Сухову арестовали 14 ноября 1982 года в г. Троицке, привезли в Свердловск и заключили в «переполненную камеру» следственного изолятора. В связи с делом Суховой одновременно было проведено 30 обысков у преподавателей Свердловского педагогического института и Уральского политехнического института, сотрудников научно-исследовательских институтов. В ходе обысков изымались благовония, фотоаппараты, литература (как изданная в СССР, так и машинописные и рукописные материалы) по индийской философии, йоге, оккультизму, народной медицине, лечению травами и акупунктуре.
По делу Суховой было допрошено около 200 человек, в том числе преподаватели свердловских институтов Г. Ф. Зверева и Ю. Е. Лобанов. Кандидата географических наук Галину Фёдоровну Звереву вызвали в КГБ 22 декабря 1982 года. Допрос вели подполковник Маматов и майор Романов, которые сообщили Зверевой, что у КГБ достаточно материала, чтобы посадить её по ч. 1 ст. 190 УК РСФСР «Распространение заведомо ложных измышлений, порочащих советский государственный и общественный строй» (статья предусматривала наказание в виде лишения свободы на срок до 3 лет). Зверевой пересказали некоторые разговоры, которые велись в её квартире и в квартирах её друзей, на кафедре в институте, по телефону. Затем Звереву попросили подписать заранее отпечатанный на специальном бланке протокол, в котором значилось, что она в 1980—1982 годах организовывала у себя в квартире «сборища религиозно-мистически настроенных лиц, где с идейно вредных, ревизионистских и клеветнических позиций осуждалась советская действительность». В протоколе также утверждалось, что Зверева размножала, хранила и распространяла среди своих знакомых религиозную литературу и участвовала в «религиозных молитвенных сборищах реакционной секты антикоммунистического направления „Международное общество сознания Кришны“». Зверева отказалась подписывать протокол и майор Романов начал ей угрожать, заявив, что согласно показаниям некоторых студентов, она давала им читать машинописную книгу, которая была признана антисоветской. В конце концов Зверева написала под протоколом: «Всё, написанное здесь, — ложь и клевета» и расписалась под этой фразой. Вскоре после допроса в институт, где работала Зверева, пришло письмо из КГБ, в котором администрации вуза рекомендовалось «внимательнее следить за интересами и внеслужебными контактами сотрудников кафедры» и «усилить политико-воспитательную работу». Зверева упоминалась в письме как пример просчёта в «идейно-воспитательной работе». 27 декабря к майору Романову был вызван на допрос кандидат химических наук, преподаватель Свердловского педагогического института Ю. Е. Лобанов. Пригрозив привлечь Лобанова к уголовной ответственности по ч. 1 ст. 190, Романов предложил ему подписать протокол с текстом, подобным предъявленному Зверевой. Лобанов отказался беседовать и подписывать протокол, заявив, что будет жаловаться на незаконные действия Романова.
Следствие связало Сухову и её группу с делом осуждённого ранее в Красноярске Евгения Третьякова. В приговоре, в частности, говорилось, что на устраиваемых Суховой религиозных собраниях Третьяков «подробно рассказывал о философии „мантра-йоги“» и проводил «религиозную обработку с целью вовлечения новых членов». 5 февраля 1983 года Верх-Исетский народный суд г. Свердловска признал Сухову виновной по ч. 1 ст. 227 УК РСФСР и приговорил её к 4 годам лишения свободы в колонии общего режима с конфискацией имущества. Месяц спустя был арестован ещё один свердловский «член секты кришнаитов» — стрелок ВОХР, отец двух маленьких детей Михаил Колташёв. Суд признал его виновным по статьям 190 и 227 УК РСФСР и назначил наказание в виде 3,5 лет условного заключения с обязательным привлечением к труду.
В связи с деятельностью Суховой и судом над ней в газете «Уральский рабочий» вышло две разоблачительные статьи: «Авантюристы в позе лотоса» (23 июля 1982 года) и «Посиделки в позе лотоса» (27 февраля 1983 года). 28 августа 1983 года в органе советских профсоюзов газете «Труд» вышла третья разоблачительная статья, посвящённая делу Суховой и её группы. Автор статьи — свердловский корреспондент газеты Б. Тимофеев — описал ИСККОН как движение, пронизанное духом антикоммунизма, проповедующее пассивность и безразличное отношение к окружающему миру, полностью уводящее своих последователей от проблем повседневной жизни. Валерия Сухова описывалась как организатор свердловского отделения этой популярной на Западе мистической секты. Автор писал, что на проводившихся Суховой религиозных собраниях, представители уральской технической интеллигенции, подобно аборигенам, распевали мантры под монотонный звук барабанов и с благоговением поглощали священный прасад из сухарей, свёклы и гороха. По словам Тимофеева, кришнаиты практически всё своё свободное время посвящали пению мантр, что, вместо ожидаемого целительного эффекта, вызывало у них острые головные боли и серьёзные психоневрологические заболевания.
Новость о суде над Суховой подхватила зарубежная пресса. Уже на следующий день после публикации в «Труде» сообщение на эту тему распространило агентство Reuters, а в Индии издание Organiser (газета индуистского ультраправого движения «Раштрия сваямсевак сангх») поместило заметку, озаглавленную «Страх КГБ перед именем Кришны». В заметке сообщалось, что в сибирском индустриальном городе Свердловске, КГБ, стремясь разрушить ИСККОН в СССР, арестовало и бросило в тюрьму группу «преданных Кришны».

#### Вторая волна репрессий против кришнаитов в Москве (1983—1986)
В апреле 1983 года в Москве были арестованы инженер-программист из Владимира Евгений Лернер, сторож детского сада Алексей Мусатов и журналист Александр Левин. У Мусатова была жена и дочь, которой на момент ареста был всего один годик. Летом того же 1983 года в г. Мытищи арестовали врача, кандидата наук Валентину Китанину. Ранее, во время первого московского процесса в 1982 году, Китанину за принадлежность к ИСККОН исключили из КПСС. В июне 1983 года арестовали инженера-транспортника Бориса Эйсуровича и авиаинженера Сергея Зуева. В 2000 году Сергей Зуев следующим образом описал обстоятельства, предшествовавшие его аресту:
Ко мне приехал Белопотапов и стал угрожать: «Мы тебя все равно уволим!» Я тогда работал преподавателем в Московском авиационном институте после его окончания. Я преподавал социально-экономические предметы и даже был в числе лауреатов премии Ленинского комсомола за разработку в области методики преподавания. Белопотапов сказал, что у него якобы есть сведения о том, что я «работаю на ЦРУ», и потребовал далее, чтобы я сдался КГБ, явился с повинной и чистосердечно покаялся. Очевидно, Белопотапов нанес визит и к руководству МАИ, потому что вскоре меня уволили.
Суд над арестованными состоялся с 27 января по 2 февраля 1984 года. Лернеру дали 4,5 года колонии общего режима, Китаниной — 1,5 года, Зуеву — 2,5 года, Эйсуровичу — 3 года колонии усиленного режима. Мусатова суд признал невменяемым и отправил на принудительное лечение в Смоленскую специальную психбольницу. Зуев подал кассационную жалобу на приговор суда. 13 февраля, ещё до рассмотрения его жалобы, он был этапирован в лагерь в пос. Торбеево Мордовской АССР. Левин был осуждён на 4,5 года лагерей общего режима. Срок он отбывал в лагере г. Ижевска, где в результате пыточных условий содержания полностью ослеп на один глаз и потерял 50 % зрения в другом глазу.
На том же судебном процессе судили поэтессу и востоковеда, специалиста по литературе Таиланда Ольгу Киселёву, чья судьба оказалась одной из наиболее трагических. Киселёву арестовали 31 августа 1983 года в Москве. В момент ареста она была беременна третьим ребёнком и во время суда находилась на девятом месяце беременности. 27 февраля 1984 года в следственном изоляторе «Матросская тишина» она родила дочь Марику. Тогда же умерла её мать, но Киселёву на похороны не пустили. Киселёва была признана виновной по 227-й статье и получила 4 года колонии общего режима. Она отбывала срок в колонии в Мордовской АССР, администрация которой разлучила её с дочерью, разрешив свидание лишь по часу в день. 9 января 1985 года, на 11-м месяце жизни, Марика умерла в лагерном детдоме. Киселеву освободили условно 2 января 1986 года с обязательным привлечением к труду. В 1985 году Кронид Любарский в статье эмигрантского журнала «Страна и мир» отметил по поводу суда над Киселёвой: «Что, как не это, можно назвать „посягательством на личность и права граждан под видом исполнения правосудия“? Но такой статьи в Уголовном кодексе нет…»
В начале лета 1985 года из московского Издательства медицинской литературы уволили 23-летнего Валентина Юрова — журналиста по профессии, обратившегося в гаудия-вайшнавизм в 1982 году.Вишневская, 1985, с. 2 В 1984 году он познакомился в Москве со шведской кришнаиткой Мэри-Энн Фэрроу и получил от советских властей разрешение на брак с ней. Однако, Юрову отказали в выездной визе и свадьба, назначенная на 5 июля в Стокгольме, так и не состоялась. На этом проблемы журналиста-кришнаита не закончились: 20 июля 1985 года за свои религиозные убеждения он был заключён в Психиатрическую больницу № 4 г. Москвы, где почти месяц подвергался медикаментозному «лечению».
10 августа, протестуя против преследования своего жениха, невеста Юрова оделась в белое свадебное платье и начала бессрочную голодовку у посольства СССР в Стокгольме. Акция Мэри-Энн привлекла внимание шведской общественности и ведущих западных СМИ: Associated Press, Reuters, United Press International, Los Angeles Times, Huston Chronicle и др. В частности, информационное агентство Associated Press привело следующие слова невесты советского кришнаита: «Сейчас я осознала значение серпа и молота. Молот предназначен для того, чтобы разбивать сердца, а серп — для того, чтобы разрезать любовные узы». 16 августа Мэри-Энн встретилась с представителем посольства, который заверил её, что СССР удовлетворит её просьбу только после того, как она прекратит голодовку. Журналистам представитель посольства заявил, что утверждения Мэри-Эн были «сомнительными», а её акция носила политический характер. С заявлением также выступил представитель Министерства иностранных дел Швеции, заверивший обеспокоенную общественность, что внешнеполитическое ведомство займётся решением этой проблемы. В результате, 16 августа власти выпустили Юрова из психбольницы, но повторно отказали ему в выездной визе. В ответ на это Юров объявил голодовку. В конце концов власти уступили и 5 сентября 1985 года позволили журналисту-кришнаиту иммигрировать к своей невесте в Швецию.
Летом того же 1985 года на принудительное лечение в психбольницу поместили ещё одного московского кришнаита — Григория Азизяна. 8 января 1986 года в квартирах Станислава Бутлова и ещё двух московских кришнаитов прошли обыски. Бутлов был арестован, но уже через 10 дней отпущен на свободу.

#### Разгром общины кришнаитов в пос. Курджиново Карачаево-Черкесской АО (1984—1985)
В первой половине 1980-х годов, в попытке перенести опыт западных единоверцев на советскую почву, кришнаиты создали изолированные от общества сельские ашрамы на юге Украины и в пос. Курджиново в Карачаево-Черкесской автономной области. Гуру советских кришнаитов, Харикеша Свами, понимая исходящую от КГБ опасность, советовал своим ученикам уезжать из больших городов и создавать сельскохозяйственные ашрамы. Однако, развитие этих общин столкнулось со значительными трудностями, ведь многие из селившихся в них верующих не имели опыта ведения сельского хозяйства. Так, один из первых исследователей российского вайшнавизма Владимир Пудов в 1989 году отмечал: «Не имея опыта работы в сельском хозяйстве, многие последователи Кришны больше молились, нежели занимались фермерством. Огороды зарастали бурьяном, а местные жители не могли понять, кто и что перед ними». Проблемы с властями также не заставили себя долго ждать: курджиновская община была разгромлена буквально через год после своего основания. Судебный процесс над «курджиновцами» стал одним из центральных событий репрессивного периода истории ИСККОН в СССР.
Аресты первых 5 членов общины были произведены в конце 1984 года. 31 октября группа из 30-40 милиционеров и сотрудников КГБ одновременно произвела обыски в домах 9 курджиновских кришнаитов. В тот же день были арестованы биолог Юрий Федченко и телевизионный техник Алексей Байда. 14 ноября аресту подвергся фототехник Владимир Кустря и мать 5-летнего сына Валентина Самойлова, 17 декабря — музыкант Сергей Приборов.
Следствие по делу «курджиновцев» закончилось 23 апреля 1985 года. В обвинительном заключении говорилось, что арестованные кришнаиты имели «смутную надежду заменить советскую систему обществом Варна Ашрама», стремились подорвать отношения между Востоком и Западом и запугивали советских граждан угрозой атомной войны. В заключении также утверждалось, что ИСККОН связан с еврейским национальным движением, Сахаровским комитетом и другими «подрывными группами», учащими «изменять Родине, проповедуя космополитизм».
Суд над пятью кришнаитами из Курджиново прошёл с 28 мая по 3 июля 1985 года в Урупском районном народном суде в станице Преградная. По поводу этого судебного процесса Юлия Вишневская отметила в информационном бюллетене Радио «Свобода», что и «судья и прокурор явно не понимают, в чём именно состоит общественная опасность „Общества сознания Кришны“ и высасывают аргументы из пальца». В своей заключительной речи на суде прокурор заявил, что согласно заключению медицинской комиссии, вегетарианство и пение мантр приводит к психологическим патологиям и что духовные практики кришнаитов подобны практикам фашистских фанатиков.
Все пятеро кришнаитов были осуждены по 227-й статье. Суд признал их виновными в «организации и руководстве незарегистрированными в государственных органах, из-за их реакционной сущности, религиозными группами, проводимая деятельность которых под видом исполнения религиозных обрядов и проповедования идей вероучения сопряжена с причинением вреда здоровью граждан, с побуждением их к отказу от общественной деятельности и исполнения ими гражданских обязанностей».
Валентина Самойлова получила 2 года колонии общего режима, а остальные четверо кришнаитов — от 4 до 5 лет лагерей каждый. Алексею Байде поставили в вину «перевод и размножение литературы» и осудили по ч. 2 ст. 227 УК РСФСР. Владимира Кустрю признали виновным по статьям 188 и 227 и приговорили к 5 годам лагерей строгого режима. Для него это был второй срок: в 1982—1983 годах он уже отсидел один год за свои религиозные убеждения. Отбывать наказание Кустрю отправили в лагерь в Коми АССР, где он получил тяжёлые физические травмы. Когда у него опухли ноги и он не мог больше работать на лесоповале, его за «злостное неповиновение администрации лагеря» перевели в колонию строгого режима в Ульяновской области.
25 апреля 1985 года Валентина Самойлова написала из лагеря письмо с просьбой о помощи Валентине Терешковой, которая в то время возглавляла Комитет советских женщин. Письмо осталось без ответа, но его копия попала на Запад, где в 1987 году была опубликована в русской эмигрантской газете «Русская мысль», а затем и в англоязычных изданиях.
В период с 15 по 21 октября 1985 года состоялся суд над ещё несколькими «курджиновцами», выступившими на предыдущем процессе в качестве свидетелей и осмелившимися дать показания в пользу своих братьев по вере. На этот раз перед судом предстали Мария Головина, Любовь Григорьева, Ирина Королёва, Ольга Слотина, Сергей Перепёлкин, Любовь Малютина и жена Сергея Приборова — Лидия Приборова. Суд признал всех их виновными в даче ложных показаний (ст. 181 УК РСФСР) в предыдущем процессе над курджиновскими единоверцами и приговорил каждого из них к 1 году условного срока с обязательным привлечением к труду. Последним «курджиновцем», подвергшимся репрессиям, стал муж Валентины Самойловой — Анатолий Самойлов — осуждённый в 1986 году по 227 статье на 3 года лагерей.

#### Репрессии против кришнаитов в Абхазской АССР (1985—1987)
Весной 1985 года сотрудники УВД г. Сухуми на глазах у местных жителей избили Теймураза Багишвили, занимавшегося распространением кришнаитского священного текста «Бхагавад-гита как она есть». Милиционеры отвезли Багишвили в участок, где угрожали посадить его в психбольницу, если он не откажется от своей веры. Жену Багишвили — Мадонну Мироновну Мампория — за «участие в секте» жестоко избил ногами по голове её собственный отец, после чего она начала страдать эпилепсией.
Летом 1985 года в психбольницу в г. Поти принудительно поместили сухумского кришнаита Евгения Фоломкина. В июле 1985 года в Киеве за распространение духовной литературы был арестован житель Сухуми, музыкант, заведующий клуба Сухумского судоремонтного завода Яков Джидживадзе. 13 августа 1985 года в Сухуми арестовали санитара скорой помощи Рафаэля Джанашвили. Протестуя против незаконного ареста, Джанашвили объявил бессрочную голодовку и голодал 30 дней, после чего ему стали насильно вводить питательный раствор через зонд. За то, что Джанашвили отказывался прекратить голодовку, его избивали резиновыми дубинками.
Всего в Сухуми прошло 2 судебных процесса над кришнаитами. На первом суде, завершившемся 22 января 1986 года, осудили Теймураза Багишвили, Евгения Фоломкина, Якова Джидживадзе и Рафаэля Джанашвили. Джиджевадзе получил 2,5 года колонии общего режима. Джанашвили два раза заставляли проходить психиатрическое обследование: первая экспертиза признала его здоровым, вторая — поставила диагноз «параноидная шизофрения». В результате Джанашвили и остальные двое кришнаитов были признаны судом невменяемыми и определены на принудительное лечение.
Второй судебный процесс состоялся 24-29 сентября 1986 года. На нём были осуждены трое сухумских кришнаитов: отец двух малолетних детей Ашот Шагламджян, Отари Начкебия, и Нугзар Чаргазия. Шагламджян получил 2,5 года колонии общего режима, Начкебия — 3 года, Чаргазия — 2 года.

#### Репрессии против кришнаитов в Армянской ССР (1985—1987)
К середине 1980-х годов в Армянской ССР сложилась немногочисленная группа последователей ИСККОН, которая привлекла «диспропорциональное внимание» властей. Репрессии против армянских кришнаитов начались в 1985 году, когда после нескольких рейдов на дома и собрания верующих властям стало очевидно, что «в этой маленькой советской республике, движение кришнаитов имело значительную силу». Кришнаитам запрещали устраивать собрания с участием более трёх человек, сотрудники КГБ и милиции проводили обыски в домах верующих, подвергали их допросам и задержаниям. Несколько армянских кришнаитов было репрессировано. Попавшим на принудительное лечение в армянские психбольницы последователям Кришны врачи насильно вводили психотропные препараты, пытаясь подавить их волю и заставить отказаться от своей веры.
Первый рейд на кришнаитские собрания имел место вечером 7 марта 1985 года, когда сотрудники милиции и КГБ нагрянули в квартиру братьев Армена и Карена Саакянов, которые в компании своих единоверцев отмечали один из главных кришнаитских праздников — Гаура-пурниму. Сотрудники КГБ записали фамилии, адреса и места работы всех присутствовавших (коих оказалось 38 человек) и предупредили лидеров группы, что для проведения религиозных обрядов им необходимо зарегистрироваться. Желая разрешить проблемы с властями, армянские кришнаиты «организовали кампанию за регистрацию своего движения как религиозной ассоциации». В соответствии с законом, 20 кришнаитов подали заявку на регистрацию ИСККОН в Совет по делам армяно-григорианской церкви при Совете министров Армянской ССР. В течение последующих шести месяцев, Карен Саакян неоднократно обращался в Совет, но ответа на заявку так и не получил.
18 июля 1985 года, на основании указанных в регистрационных списках личных данных, были одновременно произведены обыски в 14 квартирах в г. Ереване и 4 домах в г. Мегри. В момент обыска на квартире Армена Саркисяна находилось 6 кришнаитов. Все они были задержаны и на 24 часа помещены в камеру предварительного заключения. В ходе допроса задержанным сообщили, что на основании обысков против них возбуждено уголовное дело.
Дело было поручено следователю Михаилу Сарумяну, который допросил 77 человек. Среди прочих, для дачи показаний он вызвал ереванскую кришнаитку, мать двоих малолетних детей, Армине Хтрян. На допросе присутствовал эксперт, кандидат философских наук Фёдор Илларионович Гаркавенко, которому поручили провести экспертизу кришнаитской литературы. Гаркавенко часто вмешивался в процесс допроса, оскорбительно высказываясь о Кришне, Прабхупаде и Харикеше Свами, чем довёл Армине Хтрян до слёз. После допроса Армине под давлением работников прокуратуры отвезли в Советашенскую психбольницу на экспертизу. Сначала экспертизу провёл эксперт этой больницы, а затем — главный врач. Врачи признали её здоровой, но следователь Сарумян заявил, что так как «кришнаиты — агенты ЦРУ», необходимо поставить другой диагноз. Тогда врачи расширили экспертизу, пригласив главного психиатра Армянской ССР Мариетту Мелик-Пашаян. Экспертиза была назначена на следующий день. Армине опоздала на час и когда пришла, узнала, что ей уже поставили диагноз. В медицинском заключении врачи указали, что хотя у Армине нет никаких хронических психических заболеваний, она является «паранойяльно развитой личностью» и имеет «сверхценности в форме религиозного фанатизма». В результате Армине признали потерпевшей, хотя она не подписывала соответствующих документов. Следователь пригрозил, что если она откажется выступить в суде в качестве потерпевшей, её отправят в психбольницу.
За месяц до обысков, в июне 1985 года, в Норкскую психиатрическую больницу г. Еревана на принудительное лечение был помещён кандидат технических наук, преподаватель Ереванского политехнического института Сергей Касьян — сын известного армянского академика М. В. Касьяна. В психбольницу Сергей Касьян попал по заявлению своей собственной матери Вероники Касьян (Самвелян), которая, заметив, что сын стал вегетарианцем и начал повторять мантру «Харе Кришна» на чётках, объявила его невменяемым. Врачи больницы поставили Касьяну диагноз «мания Кришны». Следователю Вероника Касьян заявила, что Сурен Карапетян, Армен и Карен Саакяны, вовлекая Сергея Касьяна в кришнаитские религиозные обряды, нанесли вред его здоровью. 20 июля Касьяна перевели в психбольницу в Московской области. Там ему обещали свободу в случае, если он напишет антикришнаитскую статью.
2 ноября 1985 года советские кришнаиты отмечали день явления своего гуру Харикеши Свами. Карен и Армен Саакяны, находясь в квартире Армена Саркисяна, поговорили с Харикешей по телефону. При выходе из квартиры их арестовали. На следующий день, на подходе к той же квартире был арестован Сурен Карапетян. 15 ноября арестовали Армена Саркисяна. 5 или 6 января 1986 года были арестованы ереванец Агван Арутюнян и уроженец г. Мегри Гагик Буниатян. 17 января аресту подвергся рабочий из г. Мегри Саркис Оганджанян. Примерно тогда же арестовали другого уроженца Мегри — Олега Степаняна.
25 января 1986 года Степаняна признали виновным по ст. 224 УК Армянской ССР (аналогу ст. 227 УК РСФСР) и приговорили к 2,5 годам колонии общего режима. Судебный процесс над остальными кришнаитами начался 3 февраля того же года и затянулся на несколько месяцев. Армянских последователей Кришны обвиняли в том, что будучи незарегистрированной религиозной группой, они устраивали киртаны, занимались проповедью и под видом исполнения религиозных обрядов нанесли вред здоровью Сергея Касьяна и Армине Хтрян. В первый же день «потерпевшая» Армине Хтрян отказалась свидетельствовать против своих единоверцев, заявив, что «сознание Кришны» принесло ей только пользу. Мать Сергея Касьяна, в свою очередь, заявила, что её сын невменяемый и на суде выступать не может. Согласно свидетельству участвовавших в судебном процессе кришнаитов, суд вели тенденциозно, выступления в пользу кришнаитов часто прерывались, а выступления, критикующие их — поощрялись. Суд снимал вопросы подсудимых и не давал отвечать свидетелям защиты. Находившиеся в зале суда сотрудники КГБ сделали фотографии всех присутствовавших на судебном заседании.
13 февраля власти запретили передавать подсудимым в следственный изолятор прасад (освящённую вегетарианскую пищу), мотивируя это тем, что кришнаиты якобы подмешивали в неё наркотики. В знак протеста Сурен Карапетян, Армен Саркисян и братья Саакяны объявили голодовку. 19 февраля в зале суда всех четверых обвиняемых подвергли медицинской экспертизе, в результате которой они были признаны здоровыми. Прокурора Торника Худояна эта экспертиза не удовлетворила. Он потребовал отправить подсудимых на стационарное обследование, объявив, что голодание и повторение мантры «Харе Кришна» свидетельствуют о том, что они ненормальные. Суд согласился с доводами стороны обвинения и 27 февраля приостановил рассмотрение дела. В тот же день кришнаитов преревели из следственного изолятора в Советашенскую психбольницу. 4 марта, после 20 дней голодовки, подсудимых связали и начали насильно кормить через зонд сырыми яйцами. С целью заставить последователей Кришны прекратить повторять мантру, им делали уколы тизерцина и кофеина, из-за чего состояние их здоровья заметно ухудшилось: нарушилась координация движений, замедлились реакции.
После того, как психиатрическая комиссия во главе с главным психиатром Армянской ССР Мариеттой Мелик-Пашаян признала всех подсудимых здоровыми, братьев Саакянов отправили на обследование в Москву, во Всесоюзный НИИ общей и судебной психиатрии имени В. П. Сербского, где им наконец-то поставили «нужный» диагноз — «шизофрения». В августе-сентябре 1986 года Карен Саакян и Сурен Карапетян регулярно подвергались избиению со стороны сотрудников Советашенской тюрьмы и её директора. В конце концов, Карапетян и братья Саакяны были признаны судом невменяемыми и помещены на неопределённое время в психбольницу. Другой фигурант дела, Олег Мкртчян, получил 2 года колонии общего режима.
4 июля 1986 года суд огласил приговор остальным кришнаитам: Гагику Буниатяну, Саркису Оганджаняну и Агвану Арутюняну. Буниатян и Оганджанян получили по 2 года колонии каждый. Арутюнян был осуждён по ч. 2 ст. 224 УК Армянской ССР и получил 3 года лагерей. Впоследствии он был условно освобождён с обязательным привлечением к труду и отправлен на стройку народного хозяйства в с. Анучино Приморского края.
В ноябре 1986 года в Советашенскую психбольницу г. Еревана был помещён Мартик Жамкочян. Его подвергли жёсткому «курсу лечения» сильнодействующими препаратами и насильственному кормлению невегетарианской пищей. В результате, на пятый день пребывания в больнице Жамкочян умер. 27 декабря 1987 года в колонии «Чёрный дельфин» в г. Соль-Илецке Оренбургской области скончался Саркис Оганджанян. Он умер всего за несколько недель до окончания тюремного срока. Причиной смерти стал развившийся в результате недоедания туберкулёз лёгких. Будучи строгим вегетарианцем, Оганджанян из тюремной еды мог употреблять в пищу только хлеб. Администрация колонии не позволяла ему получать деньги и посылки с вегетарианскими продуктами, приходившие от родственников и друзей.

#### Репрессии против кришнаитов в Украинской ССР (1985—1986)

##### Судебный процесс над Араиком Акопяном в Чернигове (23-27 сентября 1985 года)
23-27 сентября 1985 года в Чернигове судили жителя Еревана, студента геологического факультета Ереванского государственного университета Араика Акопяна, арестованного за распространение «Бхагавад-гиты как она есть». Суд дал ему 1,5 года условного заключения с обязательным привлечением к труду — отработкой на стройках народного хозяйства.

##### Судебный процесс над Ольгой Сущевской в Киеве (29 января 1986 года)
29 января 1986 года в Киеве состоялся суд над Ольгой Дмитриевной Сущевской. Следствие вёл старший следователь по особо важным делам Киевской прокуратуры Владимир Константинович Игнатьев. В ходе следствия, Игнатьев неоднократно на словах обвинял Сущевскую в сотрудничестве с ЦРУ. Сущевской ставилось в вину: «организация и руководство незарегистрированной и незаконно действующей религиозной группой, действия которой сопряжены с причинением вреда здоровью граждан, посягательством на их личность и гражданские права»; «организация монотонного повторения молитв и доведение этим граждан до болезненного состояния»; перевод с английского и санскрита на русский и украинский языки кришнаитской литературы; «исполнение красками портретов духовных учителей и изображений Кришны и использование их в обрядах»; «призывы к гражданам к отказу от общественно полезного труда и исполнения гражданских обязанностей»; «вовлечение в секту молодёжи и детей»; «организация и проведение в лесопарковой зоне Киева религиозно-культовых обрядов и доведение на них граждан до состояния экстаза»; хранение в квартире «большого количества предметов культа (палочки, подсвечники, четки и др.)»; хранение и распространение кришнаитской литературы; «призывы к отказу употреблять в пищу биологически ценные продукты (мясо, рыбу, яйца, шоколад и др.) и уменьшению времени сна до 6 часов в сутки, что отрицательно сказывается на здоровье и работоспособности граждан»; «демонстрация слайдов [на кришнаитскую тематику] и комментарии к ним»; «игра на пианино и пение [мантр] под аккомпанемент» и др.
«Потерпевшими» по делу проходили Константин Гаврилюк и Сергей Семенюк — два кришнаита, которых Сущевская якобы «завлекла в секту». На статусе Гаврилюка как потерпевшего не сказался тот факт, что он стал кришнаитом и получил духовное посвящение за полтора года до того, как Сущевская познакомилась с «сознанием Кришны». «Потерпевшие» ещё до обращения в кришнаизм находились на лечении у психиатра и на суде отказались признать, что повторение мантр отрицательно повлияло на их здоровье. Несмотря на это, в приговоре утверждалось, что здоровью Константина Гаврилюка и Сергея Семенюка был причинён урон в результате «монотонного, до исступления и потери сознания реальной действительности повторения мантр» на кришнаитских собраниях в квартире Сущевской. Сущевскую признали виновной по ч. 1 ст. 209 УК УССР (украинскому аналогу ст. 227 УК РСФСР) и приговорили к 3 годам лишения свободы с отсрочкой на два года. Это означало, что в течение двух лет при рецидиве практики вайшнавизма её могли отправить за решётку без суда.
Судебный процесс над Сущевской упоминался в Докладе Государственного департамента США о положении с правами человека в СССР, где, в частности, утверждалось, что в СССР «даже маленькие религиозные группы оказались под огромным давлением. Преследования, аресты и суды над кришнаитами в Прибалтике, на Украине, в Российской республике и на Кавказе продолжаются с неослабевающей силой».

##### Судебный процесс над Евгением Любинским и Натальей Носацовой в Виннице (12-21 марта 1986 года)
12-21 марта 1986 года в Народном суде Замостянского района г. Винницы состоялся судебный процесс над отцом троих малолетних детей, физиком по образованию Евгением Любинским и Натальей Носацовой. Евгений Любинский и его жена, архитектор Светлана Любинская, присоединились к ИСККОН в 1981 году. В 1982 году Любинские переехали из Киева в село Мышаровка, Тепликского района Винницкой области. В январе и июне 1985 года в доме Любинских было произведено два обыска. Евгению Любинскому были предъявлены обвинения по ч. 1 ст. 209 УК УССР — организация и руководство группой кришнаитов, нанесение вреда здоровью граждан под видом исполнения религиозных обрядов. Наталье Носацовой предъявили обвинение по ч. 2 той же 209-й статьи. В качестве свидетеля обвинения был привлечён бывший муж Носацовой, после развода питавший к ней далеко не самые лучшие чувства.
Потерпевшими по делу проходили трое детей Любинского и Константин Гаврилюк, ранее уже выступивший в этой роли на киевском процессе над Ольгой Сущевской. Дело было поручено следователю Винницкой областной прокуратуры Сергею Юрьевичу Ланге, который направил Гаврилюка на обследование в Киевскую психоневрологическую больницу № 1 им. Павлова. В составленном врачами больницы медицинском заключении утверждалось, что Гаврилюк ещё до знакомства с «сознанием Кришны» страдал посттравматической эпилепсией. Из-за участия в кришнаитских религиозных собраниях у него произошло значительное усиление дисгармонии личности, хотя он и сохранил способность «критически оценивать окружающую реальность». Дети Любинского прошли два медицинских обследования. Первое из них было проведено заместителем главного врача Тепликской районной больницы В. А. Нагирняком, который признал детей здоровыми. Спустя несколько месяцев прошло повторное обследование, обеспечившее нужные следствию результаты. В медицинском заключении утверждалось, что из-за недостатка животного белка в вегетарианской диете детей, их психическое и физическое состояние не соответствовало норме.
21 марта 1986 года судебная коллегия вынесла Любинскому обвинительный приговор — 4 года исправительно-трудовых лагерей общего режима. Прямо из зала суда Любинского препроводили в винницкую городскую тюрьму, где по прошествии нескольких месяцев у него развился туберкулёз. Только после того, как тяжело больной кришнаит «надоел всем своими кровавыми блевками», его перевели в туберкулёзный лагерь в Херсонской области.
Судебный процесс над Любинским и Носацовой подробно освещался в средствах массовой информации: на радио, телевидении, в таких печатных изданиях, как «Людина і світ», «Комсомольское знамя» и «Винницкая правда». На всех судебных заседаниях велась аудиозапись. Тележурналисты засняли заседания суда, а также дом Любинского, его жену и детей. В результате на свет появился разоблачительный документальный фильм «Сеть паука», который два раза показали по украинскому телевидению: 2 сентября и 2 ноября 1987 года. Под звуки леденящей кровь музыки, нарратор рассказывал зрителям о том, как «сознание Кришны» разрушает жизни людей. Авторы фильма представили Евгения и Светлану Любинских как «варваров-сектантов», запрещавших своим детям есть мясо и тем самым чуть не заморивших бедных малюток голодом. В фильме утверждалось, что в результате следования малокалорийной вегетарианской диете, дети Любинских были физически и умственно отсталыми (хотя на самом деле старшая дочь Любинских была в школе отличницей).
После ареста мужа Светлана Любинская осталась на руках с тремя детьми (младшему ребёнку на момент ареста Евгения Любинского было чуть больше года от роду, старшему — 9 лет) и смогла свести концы с концами только благодаря материальной помощи друзей. Несмотря на то, что у Светланы было высшее образование, ей пришлось выполнять низкооплачиваемую и трудоёмкую работу в колхозе. Её положение усугублялось и тем, что она страдала ревматической болезнью сердца. Весной 1987 года следователь по делу Любинских Сергей Ланге нанёс визит в село, где жила с детьми Светлана. Обнаружив у неё дома алтарь, он пригрозил, что если она не перестанет практиковать кришнаизм, её лишат родительских прав. В мае 1988 года, во время московского саммита Рональда Рейгана и Михаила Горбачёва, Светлана и её трое детей приняли участие в прошедшей в резиденции посла США в Москве встрече советских диссидентов и отказников с президентом США и его женой.

##### Другие случаи преследований кришнаитов в Украинской ССР
В 1985 году на принудительное лечение в психбольницу отправили одного из активнейших кришнаитских проповедников в СССР Валентина Ярощука, который в 1980-е годы в общей сложности подвергался арестам и задержаниям около 50 раз. В сентябре 1986 года против Ярощука было сфабриковано уголовное дело «за оказание сопротивления милиции» — инцидент, заслуживший упоминания в ежегодном Докладе Государственного департамента США о положении с правами человека в странах мира.
В сентябре 1985 года в Днепропетровске на принудительное лечение в психбольницу отправили дизайнера театральных костюмов, отца двоих малолетних детей Сергея Колоса (1957 г. р.). В январе 1986 года, без каких-либо заявлений со стороны родственников или кого-либо другого, в психбольницу был заключён руководитель одной из ячеек кришнаитов на Украине Константин Стрельцов. Вскоре, однако, Стрельцов был признан здоровым и на состоявшемся в апреле-мае 1986 года судебном процессе осуждён по ст. 209 УК УССР.

#### Репрессии против кришнаитов в Ленинграде и Прибалтике
В сентябре 1985 года в Вильнюсе за распространение религиозной литературы суд отправил на принудительное лечение в психбольницу Саулюса Дагиса. В 1985 году на принудительное лечение в психбольницу г. Риги был помещён латвийский правозащитник Майгонис Равинс. По данным Кронида Любарского, причиной тому стало участие Равинса в движении кришнаитов.
Для того, чтобы упрятать кришнаитов за решётку, порой использовались самые незначительные поводы. 30 октября 1985 года ленинградец Александр Ольшевский был осуждён за то, что временно не работал. Согласно советским законам, Ольшевский имел права не работать, ухаживая за своим отцом Петром Захаровичем Ольшевским — инвалидом Великой Отечественной войны первой группы. Несмотря на это, суд Фрунзенского района г. Ленинграда дал ему 1,5 года лишения свободы за «тунеядство». Ольшевский подал апелляцию на решение суда. 19 ноября 1985 года апелляционный суд подтвердил приговор. В тот же день Ольшевский был арестован и направлен для отбывания срока в колонию общего режима в Выборге. Оставшийся без поддержки ветеран-инвалид вынужден был обратиться в ЦК КПСС с просьбой о пересмотре дела сына.

#### Антикришнаитская информационная кампания в СССР
Аресты кришнаитов и показательные судебные процессы над ними сопровождались интенсивной антикришнаитской кампанией в советских средствах массовой информации, которые «активно включились в формирование стереотипа верующего вайшнава как сторонника антиобщественной и противозаконной деятельности».

##### «Этот странный мир Харе Кришна» в советской прессе
Советская пресса начала проявлять интерес к кришнаитам в 1982 году, вместе с началом репрессий. Разоблачительные публикации о кришнаитах выходили в таких центральных изданиях, как «Литературная газета», «Советская культура», «Комсомольская правда», «Труд», «Известия», «Огонёк» и др. Последователи ИСККОН часто описывались как молодые и образованные советские люди, которые под влиянием кришнаитской религии приобрели умственные расстройства, стали асоциальными и ленивыми. Кришнаитские общины советская пресса обвиняла в «отравлении умов» молодых людей, в пропаганде пассивности и «негативного отношения к реальности». Особые усилия прилагались для того, чтобы представить в негативном свете некоторые аспекты религиозной практики и вероучения кришнаитов. Чаще всего нападкам подвергалось практикуемое верующими повторение мантры «Харе Кришна» на чётках 1728 раз в день. Советские эксперты утверждали, что кришнаитские молитвенные практики приводят к разрушению психики, а употребление «скудной, бедной необходимыми для жизни веществами» вегетарианской пищи — к ухудшению здоровья граждан. Эксперты также заявляли о социальной опасности гаудия-вайшнавизма, утверждали, что ИСККОН манипулирует сознанием своих последователей, превращая их в социально опасных «запрограммированных роботов», призывает к разрушению семьи, отказу от общественно полезной деятельности и выполнения гражданских обязанностей. Типичными также были обвинения кришнаитов в связях с западными антисоветскими клерикальными организациями и ЦРУ. Порой можно было встретить утверждения о том, что «вайшнавизм вообще не является религией, а представляет собой сеть кружков по изучению восточной философии, с некоторой примесью мистики». В советской прессе также публиковались письма убитых горем родителей кришнаитов, жаловавшихся на трагические перемены в жизни своих детей, заинтересовавшихся «сознанием Кришны».
Первая разоблачительная статья — «Йог с голубыми глазами, или истинное лицо проповедников Кришны» — вышла в свет 24 января 1982 года на страницах газеты «Социалистическая индустрия». Авторы статьи описали ИСККОН как импортированное с Запада движение сбитых с толку идеалистов, стремящееся увести своих последователей «от забот сегодняшнего дня в потусторонний мир» и призывающее их «сосредоточиваться на боге, а не на животрепещущих проблемах современности». В то же самое время авторы статьи отмечали, что йога (в данном случае имелась в виду практикуемая кришнаитами бхакти-йога) оказалась привлекательной для образованных советских людей из-за того, что её цели были близки целям коммунизма. В частности, авторы указали на то, что в СССР было модно поститься по соображениям здоровья и следовать разного рода диетам, а йоги были сторонниками вегетарианства. В СССР велась борьба с алкоголизмом и осуждалось курение — йога запрещала эти вещи. В СССР осуждался гедонизм и западное потребительство — йога призывала к аскетизму и простому образу жизни. Однако, основная мысль авторов заключалась в том, что ИСККОН был инструментом подрывной деятельности Запада: хотя кришнаиты учили древней индийской философии, ИСККОН имел американское происхождение и в основном финансировался из США.
Очень скоро против кришнаитов стали выдвигаться гораздо более серьёзные обвинения. В начале июня 1983 года в еженедельном воскресном приложении к газете «Известия» «Неделя» (№ 22 за 30 мая — 5 июня) вышла статья «известных советских пропагандистов» Вадима Кассиса и Леонида Колосова «Прикрываясь цветущим лотосом». Статья была опубликована под рубрикой «За кулисами диверсий» и в основном была посвящена судебному процессу над лидерами московских кришнаитов Владимиром Критским и Сергеем Куркиным. Кассис и Колосов прямо связали ИСККОН с деятельностью «американских спецслужб», посвятив около половины своей статьи обоснованию этой идеи. В статье также утверждалось, что «человеческие личности» кришнаитов были разрушены под воздействием «духовного» экстаза в сочетании с голодной вегетарианской диетой и изнурительным повторением мантр. Вывод авторов статьи заключался в том, что без лечения у психиатров, кришнаитам невозможно вернуться к «прежней нормальной жизни».
28 августа 1985 году в газете «Труд» вышла статья, сообщавшая советским гражданам, что ИСККОН был основан в 1965 году в США «индийским авантюристом, взявшим себе ритуальное имя Прабхупада». 15 июня 1986 года в газете «Правда Украины» была напечатана статья, автор которой, кандидат философских наук, рассказывал о новых формах «клерикальной диверсии империализма». В статье утверждалось, что на Западе активно действуют сотни организаций и центров, всеми силами пытающихся создать впечатление наличия в СССР «религиозной оппозиции». С этой целью империалисты проводят против СССР «психологическую войну», одним из орудий которой является кришнаизм. ИСККОН автор публикации охарактеризовал как «антисоветскую» и «антисоциальную» секту. В феврале 1988 года в журнале «Огонёк» была напечатана разоблачительная статья Мариам Салганик «Карма-кола, или охота на носорогов». Автор статьи утверждала, что кришнаиты «пугливо заменяли работу мысли нерассуждающим повиновением гуру» и что ИСККОН был разрушающей жизни людей «экзотической дешёвкой», за созданием и деятельностью которой стояло ЦРУ. Прабхупада, по словам Салганик, был «наивным и тщеславным жуликоватым святошей», нашедшим себе последователей среди «одуревших от наркотиков хипарей, которых потянуло на экзотическую мистику».
Разоблачительные публикации появлялись и после официальной регистрации ИСККОН в СССР. Так, в июне 1988 года в одной из украинских газет вышла разоблачительная статья на четырёх страницах, в которой против кришнаитов выдвигались традиционные советские обвинения: асоциальное поведение, паразитизм, духовная самоизоляция. Американские лидеры ИСККОН описывались как аморальные личности, чьи земные деяния и духовные наставления были пронизаны лицемерием и ложью.

##### «Предостережение» на Центральном телевидении
20 апреля 1988 года по Центральному телевидению прошла передача «Предостережение», в которой рассказывалось о нетрадиционных религиях и верованиях. Передачу повторно показали 20 мая того же года, всего через три дня после регистрации московской общины ИСККОН. Про кришнаитов в передаче не говорилось ничего плохого, но кадры, демонстрировавшие вайшнавскую культовую практику, постоянно чередовались с показом приверженцев «деструктивных сект» и совершённых ими тяжких преступлений. На этом общем фоне кришнаиты выглядели чем-то опасным и угрожающим. Позже стало известно, что Совет по делам религий предпринял попытку предотвратить показ этой передачи. Сотрудники совета связались с её авторами и пытались убедить их в необъективности и неправомерности такого монтажа. Однако, мнение Совета не было принято во внимание и «Предостережение» увидели миллионы советских телезрителей, «так и не поняв, что же такое на самом деле нетрадиционные религии и что из себя представляют вайшнавы, проживающие в СССР».
10 июля 1988 года в газете «Московские новости» вышло интервью с тогдашним заместителем руководителя Совета по делам религий Евгением Чернецовым, в котором тот выступил с резкой критикой необъективного освещения кришнаитов в советских СМИ, приведя в качестве примера передачу «Предостережение». Чернецов отметил, что советские журналисты склонны рассказывать о советских последователях Кришны в сенсационной манере, украшая свои истории «дешёвыми откровениями». Чернецов сообщил, что Совет по делам религий ранее провёл анализ кришнаитских религиозных практик и литературы, который показал, что многие аспекты вероучения кришнаитов преподносились советскими СМИ в искажённом или утрированном виде. Чернецов охарактеризовал телерепортаж как «необъективный» и «поверхностный», отметив, что кришнаиты имеют конституционное право на свободу вероисповедания.

##### Образ кришнаитов в советской научно-атеистической литературе
Как отмечает Сергей Иваненко, информационная кампания против ИСККОН и его последователей велась не только в СМИ, но и в научно-атеистической литературе, где распространялись «самые нелепые мифы» о кришнаитах. Если в советских СМИ в основном освещались судебные процессы над советскими последователями Кришны, в научных публикациях фокус делался на деятельности ИСККОН на Западе (в США, ФРГ и Франции), а существование кришнаитов в СССР практически игнорировалось. Ольга Жуковец выделяет несколько факторов, из-за которых ИСККОН и другие участники советского религиозного «андеграунда» не привлекли значительного «научно-исследовательского внимания». Жуковец отмечает, что советские религиоведы в основном изучали организованные религиозные группы, тогда как кришнаиты и другие проникшие в СССР НРД представляли собой «слабоорганизованные малочисленные кружки». Изучению кришнаитов и других подобных им групп также препятствовала их закрытость, вызванная преследованиями со стороны советских властей или опасениями возможных преследований. Наконец, изучение НРД в СССР никак не поощрялось, ведь их появление в стране развитого социализма резко противоречило основному тезису коммунистической идеологии, согласно которому продвижение советского общества к коммунизму должно было сопровождаться неизбежным отмиранием религии. По этой причине изучение ИСККОН и других НРД рассматривалось как неактуальная для советского общества тема, а исследовательская работа в области НРД стала уделом немногочисленных учёных, черпавших информацию из западных источников.
Первой публикацией такого рода стала вышедшая в январе-феврале 1983 года в журнале «Наука и религия» статья религиоведа Льва Митрохина «Этот „странный мир Харе Кришна“», в которой автор дал достаточно подробное описание истории, вероучения и духовных практик ИСККОН, ни слова не сказав о существовании кришнаитов в СССР. Митрохин, в частности, утверждал, что «в разнокрасочной волне индуизма, прибиваемой к западным берегам Атлантики, „движение Харе Кришна“ занимает особое место как наиболее бескомпромиссное, радикальное течение монашеского типа, как один из характерных образцов „религий Нового века“». В 1987 году Митрохин написал для книги «Атеизм и религия: вопросы и ответы» раздел «Кто такие кришнаиты?». На этот раз он выступил с крайне негативной оценкой кришнаизма, охарактеризовав ИСККОН как «человеконенавистническое и антигуманное» религиозное движение, в котором царит «жёсткий духовный и физический авторитаризм», приводящий к тому, что «люди теряют всякие личностные характеристики, превращаются в „улыбающихся роботов“, в шеренги одномерных существ, беззащитных против деспотизма своих руководителей». Прабхупаду Митрохин описал как «семидесятилетнего старца», который «навязывал монашеский образ жизни молодым ищущим юношам и девушкам», и тем самым «искалечил и сломал их естественное нормальное развитие, лишил их человеческих черт», превратил их «в некие ангелоподобные существа, различимые лишь мерой своего почитания Кришны, в шеренгу унифицированных роботов, лишенных каких бы то ни было собственных ценностей и перспектив на личное счастье».
В 1983 году вышло очередное издание авторитетного справочника по атеизму и религиозным культам «Настольная книга атеиста», где о Прабхупаде писали, что «Он попросту погружает своих последователей в гипнотический сон, обставляя этот процесс мистическими ритуалами. Истинное успокоение, объявляет он, лишь в достижении нирваны, отрешении от суеты мира». В монографии историка Ефима Черняка «Невидимые империи: тайные общества старого и нового времени на Западе» (1987) говорилось, что ЦРУ «давно уже облюбовало» ИСККОН как «орудие для осуществления идеологических диверсий». Черняк утверждал, что американский духовный лидер советских кришнаитов Харикеша Свами был агентом ЦРУ и что «империалистические спецслужбы» активно внедряют своих агентов на руководящие посты в ИСККОН и других сектах с целью «использовать эти общества как средство для воздействия на различные общественные круги, на молодёжь, для внесения раскола в прогрессивные, антивоенные, антиимпериалистические движения». Обвинения кришнаитов в связях с ЦРУ также содержались в опубликованной в 1986 году книге Б. Л. Прозорова «Идеологическая диверсия против советской молодежи: расчеты и просчеты буржуазных советологов» и в книге Вадима Кассиса и Леонида Колосова «За фасадом разведок», где «Международная ассоциация совести Кришны» описывалась как одна из сект, в которую руками спецслужб правящие классы западных стран завлекают «доверчивую, податливую, как воск, молодёжь» с целью отвлечь её от «социальных проблем, от борьбы за демократические свободы и права, от правильного видения всех пороков буржуазного общества». Кассис и Колосов утверждали, что распространением антикоммунистического сектантского «религиозного дурмана» занимаются «уже поднаторевшие в оболванивании людей» лица. К их числу авторы отнесли Прабхупаду, описав его как «некогда нищего престарелого пройдоху», который «за счет примитивного одурманивания» последовавших за ним молодых американцев за считанные годы стал миллионером.

##### Кришнаиты в советском кино: «Легко ли быть молодым?»
В июне 1987 года на советские экраны вышел документальный фильм Юриса Подниекса «Легко ли быть молодым?», в котором автор, графически описывая проблемы советской молодёжи, «привёл на экран панков, рок-фанатов, кришнаитов, хиппи, современных прагматиков и воинов-афганцев». В фильме звучала мантра «Харе Кришна», показывались кришнаитские обряды и содержалось интервью с кришнаитом Валентином Ярощуком, в ходе которого ему задавали провокационный вопрос о том, готов ли он убить по приказу гуру. Лента имела огромный успех в советском прокате, получила восторженные отзывы советских кинокритиков и привлекла внимание западной прессы.

#### Активизация борьбы советских кришнаитов за свои права (1985—1987)

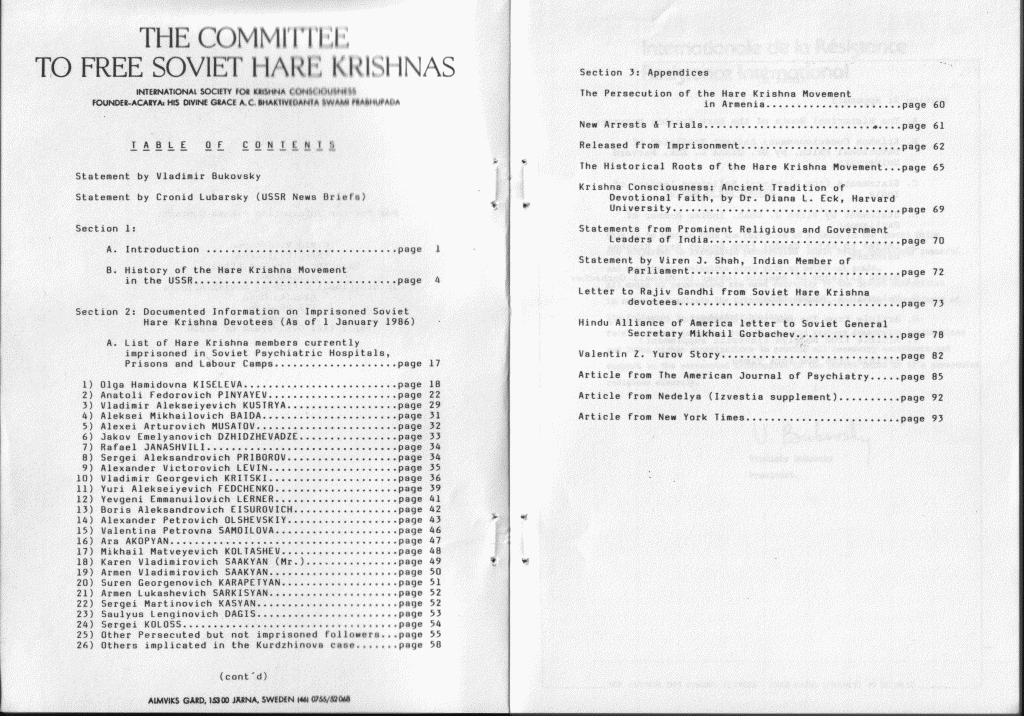
Список советских кришнаитов находившихся в тюрьмах и психиатрических больницах по данным на 1 января 1986 года

Во второй половине 1980-х годов советские кришнаиты начали предпринимать усилия по защите своих прав. В 1985 году трое советских последователей ИСККОН (С. Куркин, А. Хохлов, И. Бучаль) отправили Бернской подготовительной встрече экспертов по правам человека открытое письмо, в котором описали преследования кришнаитов в СССР в 1981—1985 годах и призвали разработать меры по осуществлению контроля за соблюдением в СССР прав человека.
В 1985 году кришнаиты предприняли повторную попытку зарегистрироваться. На этот раз Совет по делам религии не передал материалы в КГБ, как это было в 1981 году, а направил их копии в Академию общественных наук при ЦК КПСС, Институт научного атеизма, Институт народов Азии и Институт США и Канады. В декабре 1985 года 38 советских кришнаитов поставили свои подписи под открытым письмом в Верховный Совет СССР с «просьбой о содействии в регистрации общин кришнаитов и об освобождении незаконно осужденных». Однако, ничего не помогло, и кришнаитам снова отказали в регистрации, правда, на этот раз, вслед за отказом не последовали гонения.
Весной 1987 года, когда аресты прекратились и положение советских кришнаитов заметно улучшилось, «советские верующие движения Харе Кришна» отправили три открытых письма: Михаилу Горбачёву, академику Андрею Сахарову и участникам Обзорной конференции ОБСЕ в Вене. В письме к Горбачёву кришнаиты рассказывали о древности своего вероучения и описывали преследования, которым их подвергали советские власти. Опровергая такие стандартные обвинения против ИСККОН, как связи с ЦРУ и пропаганда отказа от общественно-полезной деятельности, кришнаиты просили советского лидера позволить им свободно исповедовать свою веру. В письме к участникам Обзорной конференции ОБСЕ содержалось подробное описание истории преследований советских кришнаитов и рассказывалось о непрекращавшихся попытках советских властей заставить их отречься от своей веры. Кришнаиты просили участников конференции поддержать своё обращение к Горбачёву и оказать помощь заключённым в тюрьмы и психбольницы братьям по вере. В письме к Андрею Сахарову кришнаиты поздравляли академика с освобождением из ссылки в Горьком, рассказывали о своих страданиях за веру и просили поддержать свои просьбы к Горбачёву и ОБСЕ.
В апреле 1987 года в Москве прошла первая в истории СССР конференция кришнаитов, на которую прибыли шесть представителей ИСККОН из разных уголков страны. Встреча, на которую были приглашены корреспонденты западных СМИ, состоялась в маленькой квартире на окраине советской столицы. На ней присутствовали кришнаиты из Москвы, Ленинграда, Украины, Прибалтики и Северного Кавказа. В завершении конференции 46 советских последователей ИСККОН поставили свои подписи под открытым письмом ко «всем религиозным и нерелегиозным организациям в мире» с просьбой оказать поддержку в борьбе за легализацию ИСККОН в СССР. Сам факт проведения подобной конференции свидетельствовал о положительных политических переменах в СССР, ведь ранее советские кришнаиты боялись идти на контакт с корреспондентами западных СМИ. В то же самое время в ходе конференции выяснилось, что, несмотря на очевидные послабления, советские власти всё ещё притесняли кришнаитов и отказывали ИСККОН в регистрации.
В мае 1987 года в западных СМИ появились сообщения о первых случаях освобождения советских кришнаитов. В 1986 году досрочное освобождение получил Евгений Лернер, которому для достижения долгожданной свободы пришлось написать в «Известия» покаянное письмо. В конце марта 1987 года в Ереване из психиатрической лечебницы был выпущен Армен Саркисян. B то же самое время просачивались новости о новых случаях преследований. Так, в июне 1987 года в Москве милиция задержала более десятка кришнаитов, воспевавших «Харе Кришна» у входа в универмаг. Тогда же рижские кришнаиты подали заявку на регистрацию своей общины, в чём им, однако, было отказано. Полномочный представитель по делам религий Совета министров Латвийской ССР обосновал отказ тем, что кришнаизму были присущи «нерелигиозные черты».

#### Участие кришнаитов в советско-индийском фестивале 1987 года
Летом 1987 года в СССР прошёл советско-индийский фестиваль, которому суждено было сыграть значительную роль в судьбе советских кришнаитов и дать новый толчок распространению гаудия-вайшнавизма в СССР. Как впоследствии вспоминал один из участников тех событий, гуру Прабхавишну Свами, московские кришнаиты воспользовались случаем и впервые открыто занялись проповедью своего вероучения. Собираясь небольшими группами, они регулярно устраивали на проходивших в рамках фестиваля мероприятиях киртаны. Не желая оказаться в неудобном положении в присутствии иностранных гостей, власти поначалу не чинили им препятствий. Напротив, как отмечает Светлана Дударенок, эти публичные выступления побудили органы власти осознать необходимость официального признания ИСККОН и выработки новых принципов в отношении советских кришнаитов, которые, несмотря на недавние преследования, относились к власти достаточно лояльно. Кришнаиты смогли беспрепятственно петь на улицах Москвы в течение шести недель, после чего отношение властей к ним резко изменилось. В воскресенье 16 августа, киртан на Арбате был пресечён милицией, а его участники — оштрафованы.

#### Кампания в защиту советских кришнаитов на Западе (1986—1987)
Репрессии против кришнаитов в СССР вызвали «широкую волну протеста международной общественности и всемирных правозащитных организаций». Факты преследований советских кришнаитов, равно как и акции в их защиту на Западе, широко освещались мировыми средствами массовой информации. В марте 1986 года Руководящий совет ИСККОН создал специальный «Комитет за освобождение советских кришнаитов», назначив его координатором Киртираджу — ученика Прабхупады, ранее проповедовавшего в СССР вместе с Харикешей Свами. Руководящий совет призвал всех своих членов, а также всех президентов храмов ИСККОН, содействовать созданию филиалов комитета в разных странах мира. Комитету было поручено организовать составление и отправку петиций, писем и почтовых открыток к советским властям с просьбой прекратить преследование советских кришнаитов, а также налаживать контакты с «Международной амнистией» и другими правозащитными организациями.
В 1986—1987 годах Комитет за освобождение советских кришнаитов выступил организатором митингов и демонстраций в защиту советских кришнаитов в США, Австралии и столицах ряда государств Западной Европы. Одна из крупнейших акций, приуроченная ко дню Организации Объединённых Наций, состоялась 26 октября 1986 года в Стокгольме. Несколько сотен людей вышли на улицы столицы Швеции с факелами, транспарантами и плакатами с лозунгом «Свободу советским кришнаитам» на русском, английском и шведском языках. Участвовавшие в процессии кришнаиты пели и играли на музыкальных инструментах. Участники демонстрации провели торжественную церемонию, в ходе которой в честь трёх десятков заключённых в тюрьмы и психбольницы советских последователей Кришны на алтарь были возложены цветы. Участники акции декламировали вслух имена заключённых и их биографии, включая описания преследований, которым они подверглись. Демонстранты обратились к Михаилу Горбачёву с призывом вмешаться и защитить права советских граждан, ставших последователями ИСККОН.
В сентябре 1987 года по инициативе Харикеши Свами была проведена всемирная акция в защиту советских кришнаитов. Кришнаиты в разных странах провели митинги и демонстрации у зданий посольств СССР, выступив с лозунгами о поддержке советских единоверцев. Сами советские кришнаиты, несмотря на призывы Харикеши, высказались против участия в этой акции, посчитав, что это может повредить процессу регистрации ИСККОН в СССР. Харикеша согласился с их доводами и демонстрации на территории СССР так и не состоялись.
Ещё одна демонстрация прошла во время Вашингтонского саммита, состоявшегося 8-10 декабря 1987 года. Воспользовавшись встречей Михаила Горбачёва и Рональда Рейгана в Вашингтоне, американские кришнаиты вышли на улицы столицы США с требованием освободить своих советских единоверцев из тюрем и лагерей.

#### Легализация ИСККОН в СССР (1988)
Джон Андерсон в своей монографии «Религия, государство и политика в Советском Союзе и его государствах-наследниках» (1994) отмечает, что с приходом перестройки и гласности, тогдашний председатель Совета по делам религий при Совете министров СССР Константин Харчев взял решительный курс на защиту прав верующих в СССР. В частности, он начал проводить работу по «выявлению и нейтрализации роли КГБ и ЦК КПСС» в регулировании религиозной жизни в СССР и одобрил идею легализации кришнаитов и униатов. Это вызвало недовольство КГБ и многих высокопоставленных партийных функционеров, в особенности члена Политбюро ЦК КПСС Егора Лигачёва, секретаря ЦК КПСС Вадима Медведева и заведующего Идеологическим отделом ЦК КПСС Александра Капто. Камнем преткновения стал вопрос о том, насколько далеко должна была зайти либерализация в сфере религиозной политики в СССР. Андерсон отмечает, что не последнюю роль в конфликте Харчева с ЦК КПСС сыграл вопрос о регистрации московской общины кришнаитов. Об этом свидетельствовал и сам Харчев — в интервью Александру Нежному в журнале «Огонёк» (№ 44 за 1989 год).
Несмотря на противодействие со стороны высокопоставленных аппаратчиков, 20 мая 1988 года Совет по делам религий зарегистрировал Московское общество сознания Кришны как религиозное объединение. Тем самым, ИСККОН стал первой «новой» религиозной конфессией, зарегистрированной в СССР за всё время советской власти. Как отметила в 1992 году обозреватель Радио «Свобода» Оксана Антич, официальное признание ИСККОН в СССР стало плодом «страданий и моральной целостности кришнаитов». Вместе с регистрацией, кришнаиты получили разрешение на строительство храма и ввоз в СССР религиозной литературы.
Регистрации предшествовало долгое и детальное исследование истории, основ вероучения, тенденций развития ИСККОН, а также самих кришнаитов. ИСККОН подвергся тщательной проверке, были подробно изучены различные аспекты гаудия-вайшнавской традиции. Работа в этом направлении началась в августе 1987 года, после поступления в Совет по делам религий заявления на регистрацию московской общины ИСККОН и приложенного к нему списка из 20 кришнаитов. Информацию о вероучении и социальных особенностях гаудия-вайшнавизма эксперты из Совета поначалу почерпнули из ангажированных материалов советской прессы и прошедших ранее судебных процессов. В результате был сделан вывод о невозможности регистрации, после чего эксперты пошли на прямой контакт с кришнаитами, который разрушил имевшиеся у них негативные стереотипы. Владимир Пудов, участвовавший в те годы в работе Совета, впоследствии вспоминал:
Работать предстояло в основном своими силами и так, чтобы результаты были достаточно аргументировании даже для специалистов-религиоведов с самой высокой квалификацией. Нас интересовало все, что хоть в какой-то мере было связано с жизнедеятельностью вайшнавов: их взаимоотношения в семье, на работе, друг с другом, с соседями по дому. И здесь верующие пошли нам навстречу, хотя мы сразу предупредили, что они не обязаны предоставлять нам сведения и что в любом случае изучение взглядов каждого верующего будет проводиться только на основании его личного согласия. Как отметили сами вайшнавы, скрывать им было нечего, а цель их одна — нормализация отношений с обществом, в котором они живут. Мы изучили основную догматическую литературу вайшнавов, провели и записали около 60 бесед с вайшнавами из Москвы, Ленинграда, Киева, Риги, Вильнюса и ещё целого ряда мест. Беседы были проведены со всеми членами двадцатки, подписавшими заявление о регистрации общины вайшнавов в Москве, неверующими и верующими членами их семей, сослуживцами и соседями. Присутствовали мы и на богослужениях вайшнавов. В процессе работы не раз обращались за консультациями к ученым-религиоведам, историкам и востоковедам, к медикам — специалистам по питанию, к психиатрам. Постепенно, шаг за шагом формировалось цельное, объективное представление как о вайшнавизме вообще, так и о тех верующих вайшнавах, которые живут в нашей стране.
По заказу Совета по делам религий ряд профильных НИИ и институтов провели 7 экспертиз. Положительные заключения по вопросу целесообразности регистрации ИСККОН в СССР были получены от Института питания АН СССР; Института Востоковедения АН СССР; Кафедры истории религии и религиоведения Философского факультета МГУ им. М. В. Ломоносова; Центра по изучению психического здоровья населения АН СССР; Института философии АН СССР; Института США и Канады; Института научного атеизма Академии общественных наук при ЦК КПСС; Института этнологии и этнографии АН СССР, а также КГБ.
Так как в Институте научного атеизма не было людей, разбиравшихся в индуизме, подготовить экспертное заключение о кришнаитах поручили специалисту по старообрядчеству Владимиру Миловидову. В работе над заключением принял участие сосед по кабинету Миловидова Сергей Иваненко, впоследствии получивший известность как исследователь российского индуизма. С целью лучше узнать взгляды последователей ИСККОН, в Центральном доме научного атеизма общества «Знание» Иваненко провёл ряд бесед с верующими. Позднее Иваненко вспоминал, что одним из наиболее понятных советскому руководству аргументов последователей Кришны, был следующий: «Кришнаиты — вегетарианцы, это хорошо, мяса в стране, пока мы не выполнили Продовольственную программу, все ещё не хватает».
В результате проведённых исследований Совет по делам религи пришёл к выводу, что приверженцы ИСККОН были последователями гаудия-вайшнавизма — одного из направлений индуизма, который наиболее широко распространён в Восточной Индии. ИСККОН был основан Прабхупадой с целью проповеди гаудия-вайшнавизма. До Прабхупады гаудия-вайшнавизм был распространён только в Индии, Прабхупада же «расширил границы проповеднической деятельности» и перенёс эту религиозную традицию за пределы Индийского субконтинента. При этом он адаптировал гаудия-вайшнавизм к новым условиям, в какой-то мере модернизировав его. ИСККОН быстро приобрёл популярность, в основном благодаря тому, что Прабхупада «удачно использовал стихийный протест многих людей против буржуазной идеологии, морали, культуры, испытывавших в 60-е годы серьёзный кризис, против стяжательства, корыстолюбия капиталистического общества, противопоставив им идеал „высшей духовности“, стремление к истине и чистоте». Совет по делам религий заключил, что вероучение гаудия-вайшнавизма «ориентировано на духовное совершенствование, самореализацию собственного „я“, слияние с чистым божественным миром». Исследования Совета не подтвердили один из наиболее распространённых в те годы мифов о том, что в ИСККОН якобы существует бездумная подчинённость верующих своим гуру.
Официальная регистрация московской общины привела к «изменению общего психологического климата» в кришнаитских общинах, как в разных регионах СССР, так и в других странах. Весной 1989 года властями была зарегистрирована община ИСККОН в Риге, в конце того же года — в Вильнюсе, в 1990 году — в Каунасе, Сухуми и Ленинграде. Одной из первых стран социалистического лагеря, последовавших примеру СССР, стала Польша, где ИСККОН получил официальную регистрацию 22 июля 1988 года. Вскоре примеру Польши последовала Венгрия и другие страны Восточной Европы.

#### Случаи преследований кришнаитов в СССР после регистрации московской общины (1988)
Хотя регистрация московской общины несомненно была положительным сигналом, среди советских кришнаитов всё ещё существовали опасения, что режим полностью не изменил своё отношение к ним. Комментируя официальную регистрацию московской общины, пресс-секретарь советского ИСККОН отметил, что на момент регистрации в тюрьмах продолжали томиться шесть кришнаитов. Пресс-секретарь также высказал озабоченность тем, что официальной регистрации добилась лишь московская община. Эти опасения во многом подтвердились. Несмотря на то, что массовые преследования кришнаитов прекратились, в последовавшие за регистрацией московской общины 2 года кришнаиты периодически испытывали проблемы с властями. В разных уголках СССР имели место случаи разгона кришнаитских собраний и задержания их участников. Так, 2 июля 1988 года милиция разогнала группу кришнаитов, проводивших киртан в городском парке Тбилиси. В тот же день московская милиция разогнала верующих, воспевавших «Харе Кришна» перед зданием Большого театра. Последователи Кришны продолжили свои песнопения на Пушкинской площади, а затем у станции метро «Смоленская», где стражи порядка снова пресекли шествие, задержав семерых из его участников. 6 июля 1988 года в Тбилиси милиция совершила рейд на религиозное собрание в квартире грузинского кришнаита Гочи Чигвадзе. Все присутствовавшие на собрании верующие были задержаны и отведены в участок. Тогда же, в июле 1988 года, на рижском пляже были задержаны трое кришнаитов, собравшихся для проведения киртана. Пришедший в милицейский участок на помощь братьям по вере Валентин Ярощук был избит милицией и заключён под стражу. В то же самое время, в таких городах, как Сухуми и Днепропетровск, кришнаиты смогли беспрепятственно совершать свои религиозные обряды.

#### Реабилитация осуждённых кришнаитов
К 1989 году надуманные обвинения и претензии к кришнаитам со стороны советских властей были сняты. В декабре 1988 года последние три кришнаита были отпущены на свободу. Начался пересмотр дел репрессированных последователей Кришны. В январе 1989 года было пересмотрено дело В. Г. Критского. Суд выявил необоснованность приговора и прекратил делопроизводство за отсутствием состава преступления. Точно так же были пересмотрены и признаны сфальсифицированными более 50 заведённых на кришнаитов уголовных дел. Впоследствии в соответствии с Федеральным Законом № 1761-1 «О реабилитации жертв политических репрессий» от 18 октября 1991 года все репрессированные кришнаиты были реабилитированы «за отсутствием состава преступления».

## Комментарии
1. ↑  По данным В. В. Дворникова, первыми украинскими городами, в которых появились группы последователей Кришны, стали Винница, Николаев и Чернигов. Дворников, 2003, с. 102—103
2. ↑  По мнению Владимира Пудова советские власти пытались объяснить распространение ИСККОН вмешательством западных спецслужб из-за «непонимания причин, породивших такое явление, как вайшнавизм». Пудов, 1989
3. ↑  Суды над кришнаитами были: в январе 1982 года в г. Красноярске; 7 декабря 1982 года, 7 июня 1983 года и 2 февраля 1984 года в г. Москве; 5 февраля 1983 года в г. Свердловске; 3 июля 1985 года и 21 октября 1985 года в Ставропольском крае; в сентябре 1985 года в г. Вильнюсе; 23-27 сентября 1985 в г. Чернигове; в январе-июле 1986 года в г. Ереване; 30 октября 1985 года в г. Ленинграде; 22 января и 25-29 сентября 1986 года в г. Сухуми; 29 января 1986 года в г. Киеве; 12-21 марта 1986 года в г. Виннице.
4. ↑  В 1985 году Кронид Любарский отмечал в статье выходившего в Мюнхене эмигрантского журнала «Страна и мир»: «Как „посягает“ на личность и права пение мантрических гимнов и курение благовоний, понять трудно».
5. ↑  В УК РСФСР было две статьи (142 и 227), допускавшие преследования за религиозную деятельность и тем самым грубо нарушавшие права и свободы человека.
6. ↑  Сторонники кришнаитов утверждали, что медикаментозное лечение оказывало на кришнаитов гораздо более сильный эффект, чем на других людей. Причиной тому была особая «чистота» организма последователей Кришны, воздерживавшихся от употребления любых «одурманивающих средств», в том числе табака, алкоголя, кофе и чая. Anderson, 1986, pp. 316—317
7. ↑  В 1987 году на правозащитной конференции в Риме представитель ИСККОН зачитал рассказ одного из репрессированных советских кришнаитов: «Лечили меня инсулиновыми шоками. Курс лечения — 20 шоков. Только в больнице я узнал, кто направил меня на лечение. Это сказали мне сами врачи. Они пытались вылечить меня от убеждений, но я всё равно <…> продолжал следовать религиозным принципам, повторять 16 кругов мантры „Харе Кришна“. Я и не предполагал, насколько всё это серьёзно, и не скрывая своих убеждений, рассказал врачам об учении. Они меня внимательно слушали. Я не думал, что это приведёт к печальным последствиям. После 20 шоков инсулина, меня снова спросили, верю ли я в Бога и что собираюсь делать дальше. Однако услышав в ответ, что я не отказываюсь от своих убеждений, и продолжаю следовать принципам сознания Кришны, повторять мантру, врач уже не был так добр со мной. Он снова расспрашивал меня об учении, и спросил, были ли у меня в роду верующие. <…> Я ответил, что не знаю. Потом мне передали родители их слова: У меня обнаружена генная злокачественная шизофрения и врождённое нарушение критичности мышления. Меня это поразило. Я всегда учился на 4 и 5, обладаю общительным характером, в институте увлекался математикой, и вдруг оказывается, что я — шизофреник от рождения. При выписке мой врач, Людмила Леонидовна, и заведующий отделением, Алексеенко Григорий Ефимович, напутствовали меня словами: „Смотри, больше этим не занимайся. Ешь мясо, в противном случае, если ты снова окажешься здесь, лечение будет более сильным и долгим“. Меня лечили в больнице 5 месяцев. Но и после больницы, меня преследуют как верующего, и мне с трудом удалось устроиться на работу дворником». Radio Radicale, 23 ottobre 1987
8. ↑  Интересные воспоминания о деятельности кришнаитов в те годы также приводит православный миссионер Олег Стеняев: «В 70-е, 80-е годы кришнаиты встречались на квартирах. Они переоборудовали одну из комнат под молельню для вайшнавов, где и собирались на киртаны и на беседы. На подобные сходки приходили даже христиане — православные, католики, баптисты. „Круглый стол“ с непременным диспутом был одной из составляющих таких встреч. Кого здесь только можно было не встретить: хиппи и наркоманы, поклонники „металла“ и представители общества „Знание“, неверующие и пишущие диссертации атеисты-профессионалы приходили на эти собрания». Стеняев, 2005
9. ↑  Православный исследователь кришнаизма Олег Стеняев впоследствии высказал мнение, что идею подачи заявки на регистрацию инспирировали внедрённые в ряды московских кришнаитов агенты КГБ. Стеняев, 2005
10. ↑  Евгений Юрьевич Третьяков. Духовное имя — Эката Дас.
11. ↑  Ст. 209 УК РСФСР «Систематическое занятие бродяжничеством или попрошайничеством» предусматривала наказание в виде лишения свободы на срок до двух лет или исправительные работы на срок от шести месяцев до одного года.
12. ↑  Сергей Викторович Куркин. Духовное имя — Садананда Дас. Родился 21 августа 1958 года.
13. ↑  Владимир Георгиевич Критский (7 сентября 1951—8 октября 2013). Духовное имя — Вишвамитра Дас. Родился в Москве в семье учёных. Окончил математическую школу, физический факультет МГУ, затем, под руководством профессора Петра Никаноровича Заикина, учился в аспирантуре на факультете вычислительной математики и кибернетики МГУ. В конце 1979 года познакомился с гаудия-вайшнавизмом, побывав по приглашению знакомой на собрании кришнаитов, организованном Анатолием Пиняевым. Начал регулярно посещать кришнаитские программы, повторять мантру «Харе Кришна» и читать книги Бхактиведанты Свами Прабхупады на английском языке, найденные им в Ленинской библиотеке. В 1980 году присоединился к ИСККОН. Заочно получил духовное посвящение от Харикеши Свами. Помогал Пиняеву организовывать и проводить кришнаитские проповеднические программы в Москве. В 1980—1981 годах, вместе с Владимиром Девяткиным и Сергеем Куркиным, регулярно проводил проповеднические программы в московских клубах, Доме архитекторов, общежитии МГУ, на частных квартирах. В 1981 году вынужден был уволиться из МГУ из-за того, что занимался религиозной проповедью в стенах университета. Сборник, 2005
14. ↑  Так называемая «химия» — альтернативный вариант наказания, работа на стройках народного хозяйства, при которой человек, хоть и считается заключенным, живёт не в тюрьме и обладает некоторой свободой перемещения.
15. ↑  Валерия Александровна Сухова. Духовное имя — Ведатита Деви Даси. Родилась ок. 1930 года. Получила духовное посвящение в 1991 году.
16. ↑  Михаил Матвеевич Колташёв. Родился в 1949 году. Жена Марина Ивановна Колташёва, дети Алексей (род. 1979), Ия (род. октябрь 1982). Отправлен на принудительные работы в г. Туринск.
17. ↑  Евгений Эммануилович Лернер. Духовное имя — Анака Дундубхи Дас. Родился 26 июня 1954 года в с. Дурбат Гиссарского района Таджикской ССР. Получил духовное посвящение от Харикеши Свами в 1982 году.
18. ↑  Алексей Артурович Мусатов. Духовное имя — Ашутоша Дас. Родился в 1959 году.
19. ↑  Александр Викторович Левин. Родился 14 февраля 1960 года. Арестован 21 апреля 1983 года. Именной указатель, 1986
20. ↑  Валентина Михайловна Китанина. Родилась 17 декабря 1934 года.
21. ↑  Борис Александрович Эйсурович. Родился 9 декабря 1955 года. Окончил Московский автодорожный институт.
22. ↑  Сергей Васильевич Зуев (17 марта 1953—3 сентября 2016). Был инициирован Харикешей Свами, получив от него духовное имя Сучару Дас. После ухода Харикеши из ИСККОН в 1998 году, принял другого гуру и получил новое духовное имя Радха Дамодар Дас. На момент смерти от рака лёгких в 2016 году являлся вице-президентом Центра обществ сознания Кришны в России, президентом Московского общества сознания Кришны и членом Национального совета российского ИСККОН.
23. ↑  Ольга Хамидовна Киселёва. Духовное имя — Премавати Деви Даси. Родилась 9 октября 1948 года. В 1978 году получила духовное посвящение от Харикеши Свами.
24. ↑  Валентин Юров. Духовное имя — Ведавьяса Дас.
25. ↑  Юрий Алексеевич Федченко. Духовное имя — Джапа Дас. Родился 29 мая 1956 года. Ещё до начала гонений побывал в психбольнице. Став кришнаитом, перестал есть мясо, пить чай, кофе и водку, бросил курить. Обеспокоенные родители объявили его душевнобольным и отправили на «лечение». Крупп, 2005, с. 35
26. ↑  Алексей Михайлович Байда. Родился 14 февраля 1954 года.
27. ↑  Владимир Алексеевич Кустря. Духовное имя — Вриндаван Дас. Родился 4 октября 1946 года. Жена — Ольга Юрьевна Кустря, 1958 г. р.
28. ↑  Валентина Петровна Самойлова. Родилась 16 января 1948 года.
29. ↑  Сергей Александрович Приборов. Духовное имя — Санатана Кумара Дас. Родился 14 июля 1951 года.
30. ↑  Ирина Михайловна Королёва. Родилась 26 августа 1939 года.
31. ↑  Ольга Афанасьевна Слотина. Родилась 5 июля 1961 года.
32. ↑  Сергей Викторович Перепёлкин. Родился 11 апреля 1958 года.
33. ↑  Любовь Васильевна Малютина. Родилась 28 марта 1949 года.
34. ↑  Лидия Анатольевна Приборова. Родилась 9 октября 1956 года.
35. ↑  Анатолий Иванович Самойлов. Родился в 1944 году.
36. ↑  Теймураз Омарович Багишвили. Родился в 1958 году.
37. ↑  Евгений Николаевич Фоломкин. Родился в 1961 году.
38. ↑  Яков Емельянович Джидживадзе. Духовное имя — Ямараджа Дас. Родился в 1955 году. Впоследствии стал президентом храма ИСККОН в Тбилиси.
39. ↑  Рафаэль Менашевич Джанашвили. Родился в 1957 году.
40. ↑  Ашот Сетракович Шагламджян. Духовное имя — Вакрешвара Пандит Дас. Родился в 1959 году в Сухуми. Армянин, образование высшее. На момент ареста работал сторожем. Жена — Луиза Шагламджян, дочери: Нариша и Зоя.
41. ↑  Отари Шалвович Начкебия. Духовное имя — Амбариша Дас. Родился в 1955 году. Грузин, образование высшее. На момент ареста работал сторожем.
42. ↑  Нугзар Антимозович Чаргазия. Духовное имя — Маюрадхваджа Дас. Родился 7 мая 1955 года в с. Нижняя Бириха Абхазской АССР. Грузин, образование высшее. На момент ареста работал механиком.
43. ↑  Армен Владимирович Саакян. Духовное имя — Атмананда Дас. Родился в 1956 году.
44. ↑  Карен Владимирович Саакян. Духовное имя — Камаламала Дас. Родился 20 декабря 1957 года в Ереване. Окончил радиофизический факультет Ереванского государственного университета. В 1990-е годы был президентом ИСККОН Санкт-Петербурга. Васильев, 1999, p. 234
45. ↑  Армен Лукашевич Саркисян. Родился в 1960 году.
46. ↑  Армине Хтрян, Сурен Карапетян, Александр Погосян, Микаэл Унджухулян, Агван Арутюнян и Саулюс Дагис. В момент прибытия милиции, Армена Саркисяна не было дома. Кришнаиты отказались открывать дверь и сотрудникам милиции пришлось её взломать. Саркисян пришёл позднее, во время обыска. Вместе с другими 6 кришнаитами его препроводили в КПЗ.
47. ↑  Армине Норайровна Хтрян. Родилась в 1957 году. Встречаются другие варианты написания её фамилии: Хатариян, Хатарян.
48. ↑  В 1970-е — 1980-е годы Гаркавенко выступил в качестве эксперта на судебных процессах над рядом известных советских диссидентов. Так, в 1970 году он провёл экспертизу по делу В. Л. Гершуни, а в 1980 году — по делу А. П. Лавута. В 1985 году он также выступил экспертом по делу кришнаитов из пос. Курджиново.
49. ↑  Сергей Мартынович Касьян. Родился в 1959 году. Всего за месяц до принудительной госпитализации защитил кандидатскую диссертацию.
50. ↑  По версии одного из кришнаитов, ставшего очевидцем событий, мать С. Касьяна опасалась, что оказавшийся в «секте» сын может отдать на нужды братьев по вере 40 000 рублей, имевшихся у него на сберегательной книжке.
51. ↑  Сурен Гургенович Карапетян. Духовное имя — Санньяса Дас. Родился в 1958 году. Окончил факультет кибернетики Ереванского государственного университета.
52. ↑  Агван Николаевич Арутюнян. Родился в 1955 году. Keston College, 1987, p. 139
53. ↑  Гагик Сергеевич Буниатян. Духовное имя — Сарвабхавана Дас. Родился в 1964 году в г. Мегри. Keston College, 1987, p. 139
54. ↑  Саркис Рустамович Оганджанян. Духовное имя — Шачисута Дас. Родился в 1964 году в г. Мегри. Обратился в гаудия-вайшнавизм всего за год до ареста.
55. ↑  Олег Андроникович Степанян. Родился в 1954 году.
56. ↑  Олег Мкртчян. Родился в 1958 году.
57. ↑  В 1992 году в интервью Chicago Tribune Карен Саакян вспоминал: «Меня посчитали опасным для общества и осудили за то, что я был вегетарианцем, следовал пути сознания Кришны, рассказывал людям о Боге и душе». Simon, March 8, 1992
58. ↑  Согласно официальной версии, высказанной вскоре после смерти Оганджаняна заместителем начальника отдела по надзору за соблюдением законов в исправительно-трудовых учреждениях Прокуратуры СССР, Оганджанян довёл себя до истощения, отказываясь по религиозным соображениям от приёма невегетарианской пищи и лекарств.
59. ↑  Араик Акопян. Родился в 1967 году.
60. ↑  Константин Юрьевич Гаврилюк. Духовное имя — Чандидаса Дас.
61. ↑  Евгений Николаевич Любинский. Духовное имя — Амала Бхакта Дас. Родился 25 февраля 1949 года. В 1972 году окончил физический факультет Киевского университета. В 1981 году присоединился к ИСККОН. В 1982 году вместе с семьёй переехал из Киева в село Мышаровка, Тепликского района Винницкой области. Жена — Светлана Фёдоровна Любинская, архитектор по профессии. Дети: Наталья (род. 1977), Владимир (род. 1981) и Валентин (род. 23 января 1985).
62. ↑  Наталья Александровна Носацова. Духовное имя — Нитья Трипта Даси. Родилась 22 декабря 1945 года в Виннице. Окончила Киевский институт народного хозяйства.
63. ↑  Константин Григорьевич Стрельцов. Духовное имя — Чандрашекхара Дас. Родился в 1936 году. Окончил педагогический институт в Тбилиси. До ареста работал электриком в одном из киевских институтов.
64. ↑  Саулюс Ленгинович Дагис. Духовное имя — Санака Кумар Дас. Родился в 1959 году (по другим данным — в 1960 году). Работал переводчиком английского языка. В 1984 году присоединился к ИСККОН. В 1985 году получил духовное посвящение от Харикеши Свами. В 1990-е годы был руководителем отдела духовного образования и культуры, а также сопредседателем отдела общественных связей Центра Обществ сознания Кришны в России.
65. ↑  Александр Петрович Ольшевский. Родился 8 апреля 1957 года.
66. ↑  В законодательстве СССР в 1961—1991 годах — состав преступления, заключавшегося в «длительном проживании совершеннолетнего трудоспособного лица на нетрудовые доходы с уклонением от общественно полезного труда».
67. ↑  Название для своей статьи и часть представленной в ней информации Митрохин почерпнул из опубликованной в 1974 году в США книги нью-йоркской журналистки Фэй Левин «Странный мир Харе Кришна» (The Strange World of the Hare Krishnas). С целью сбора материала для своей книги, Левин зимой 1971—1972 годов провела больше месяца в центре ИСККОН в Нью-Йорке, строго следуя всем правилам жизни в ашраме. Вместе с другими кришнаитами, Левин ежедневно вставала в 3:30 утра, принимала участие в утренних храмовых богослужениях, пела «Харе Кришна» на улицах Нью-Йорка, распространяла в обмен на денежные пожертвования кришнаитские книги и журналы в Нью-Йоркском метро. Книга Левин стала одной из первых двух книг о кришнаитах, наряду с опубликованной в том же году монографией Д. Стиллсона Джуды «Кришнаиты и контркультура». Д. Г. Мелтон обращает внимание на любопытный пассаж, в котором Левин утверждает, что существует «что-то неизбежно устрашающее в изменённых личностях» кришнаитов и что среди последователей Кришны заметно «отсутствие человечности». Мелтон отмечает, что эти утверждения Левин предвосхитили будущие обвинения против кришнаитов со стороны приверженцев антикультового движения, которое на момент написания книги только зарождалось в США. Melton, 1989, pp. 92—93 Levine, 1974
68. ↑  Именно так авторы перевели английское название Международного общества сознания Кришны.
69. ↑  Подписи поставили: Зорин С. И., Кахутина Л. В., Кустря О. Ю., Малютина Л. В., Перепёлкин С. В., Самойлов А. И., Слотина О. А., Соколов А. К., Сугонякин С. Е., Минясов Ф. А., Силина Н. А., Вагина А. Ю., Шкляева Л. Д., Громов А. Я., Родионова А. С., Ивашкова Л. И. и др.
70. ↑  В 1988 году в самиздатском православном журнале «Слово» вышла статья Евгения Лернера «Кришнаизм — дьявольский рай» в которой Лернер признался, что крестился в православном храме, стал христианином и изменил своё отношение к кришнаизму на негативное.
71. ↑  Встреча президента США Рональда Рейгана и генерального секретаря ЦК КПСС Михаила Горбачёва. Ключевым событием Вашингтонского саммита стало подписание Договора о ракетах средней и меньшей дальности.
72. ↑  Критики Харчева оказались не в состоянии добиться его отставки, возможно из-за личного покровительства Михаила Горбачёва. Несмотря на это, дни Харчева на посту руководителя Совета были сочтены: его жёсткая позиция по отношению к руководству РПЦ привела к тому, что Священный Синод в середине 1989 года добился от Верховного Совета СССР его отставки. На смену Харчеву пришёл Юрий Христораднов — «консервативный бюрократ», от которого вряд ли можно было ожидать инициатив, противоречивших воле ЦК КПСС и КГБ.
73. ↑  Работавший тогда в Совете по делам религий Владимир Пудов впоследствии свидетельствовал: «…нашу работу по изучению вайшнавов осложняло то, что люди, организовавшие в своё время все эти процессы, по-прежнему оставались на своих местах, и противодействие с их стороны, конечно же, ощущалось». Пудов, 1989
74. ↑  В статье «Проблемы обеспечения свободы совести в современной России для религиозных меньшинств и духовных движений, имеющих индуистские корни» (2007) Иваненко описывает свои личные впечатления от общения с кришнаитами в 1987—1988 годах: «Последователи ОСК [Общества сознания Кришны] произвели на меня впечатление людей безобидных и искренних. Многие из них стремились буквально следовать всем индуистским нормам в одежде, питании, они отзывались только на свои санскритские имена и постоянно проповедовали. Я проникся сочувствием к российским вайшнавам, которым пришлось вынести серьёзные преследования (до 60 человек прошли через тюрьмы, лагеря, психиатрические лечебницы и т. д.)».

### На русском
- Абаева Л. Л. История формирования этноконфессиональной ситуации в Бурятии // Религия в истории и культуре монголоязычных народов России / Сост. и отв. ред. Н. Л. Жуковская. — М.: Восточная литература, 2008. — С. 37—57. — 319 с. — 800 экз. — ISBN 978-5-02-036346-5.
- Авьюцкий В. Конфессиональная геополитика на юге России и Северном Кавказе // Россия и мусульманский мир. — 2004. — № 3. — С. 29—40.
- Анайбан З. В., Донахо Б., Харитонова В. И. Этнические процессы в современной Республике Тыва/Тува: 1990—2007 гг // Тюркские народы Восточной Сибири / Отв. ред. Д. А. Функ, Н. А. Алексеев. — М.: Наука, 2008. — С. 153—204. — 422 с. — (Народы и культуры). — 800 экз. — ISBN 978-5-02-035988-8.
- Андреева О. В поисках духовности // Международная жизнь. — 1994. — № 7—8. — С. 135—138.
- Андропов Ю. В. Памятные послания: Из записки председателя КГБ Ю. В. Андропова в ЦК КПСС // Коммерсантъ-Власть. — 10 августа 2009. — № 31 (835).
- Аюрова Н. А. Этноконфессиональная картина республики Бурятия // Межконфессиональные отношения на Дальнем Востоке России на рубеже тысячелетий / Сост. А. В. Дмитренко. — Владивосток: Изд-во Дальневосточного ун-та, 2002. — С. 39—49. — 210 с. — 200 экз.
- Балагушкин Е. Г. Нетрадиционные религии в капиталистических странах Запада и их влияние на молодежь. — М.: Издательство Московского университета, 1980. — 104 с. — 700 экз. Архивировано 2 апреля 2013 года.
- Балагушкин Е. Г. Критика идеологии и практики современного кришнаизма. — М.: Знание, 1984. — 64 с. — (Новое в жизни, науке, технике. Научный атеизм). — 47 000 экз.
- Балагушкин Е. Г. Критика современных нетрадиционных религий: истоки, сущность, влияние на молодежь Запада. — М.: Издательство Московского университета, 1984. — 288 с. — 12 300 экз.
- Балагушкин Е. Г. Новые религии как социокультурный и идеологический феномен // Общественные науки и современность. — 1996. — № 5. — С. 90—100.
- Балагушкин Е. Г. Общество Сознания Кришны (кришнаиты, вайшнавы) // Религии народов современной России / Отв. ред. М. П. Мчедлов. — М.: Республика, 1999. — С. 314—317. — 623 с. — 6000 экз. — ISBN 5-250-02708-3.
- Балагушкин Е. Г. Проблемы морфологического анализа религий. — М.: Институт философии РАН, 2003. — 218 с. — 500 экз. — ISBN 5-201-02140-9.
- Балагушкин Е. Г., Шохин В. К. Религиозный плюрализм в современной России: новые религиозные движения на постсоветском этапе // Мир России. — 2006. — Т. 15, № 2. — С. 62—78.
- Батищева, Галина. Духовный путь преданных // Сургутская трибуна. — 29 декабря 2012. — № 246 (12577).
- Бачина, Мелани. Кришнаит — значит, экстремист? // Радио «Свобода». — 20 марта 2012.
- Башлыков Т. В. Тенденции развития религиозной ситуации на территории Магаданской области в 2000-2006 гг. — Магадан: Кордис, 2006. — 79 с. — 150 экз. — ISBN 5-89678-140-7.
- Белая книга. О нарушениях свободы совести в Российской Федерации (1994-1996) / Отв. ред. Л. С. Левинсон. — М.: Аллегро-Пресс, 1997. — 139 с. — ISBN 5878590158.
- Белгородская область // Православная энциклопедия. — М.: Церковно-научный центр «Православная энциклопедия», 2002. — Т. IV. — С. 508—509. — 752 с. — 39 000 экз. — ISBN 5-89572-009-9.
- Борисова А. Н. Вайшнавские общины в России: социологический анализ // Религии России: проблемы социального служения / Под общ. ред. Д. В. Мухетдинова. — Н. Новгород: Медина, 2011. — С. 235—238. — 622 с. — ISBN 978 −5-9756-0080-6.
- Браславский Л. Ю. Религиозные и оккультные течения в Чувашии. — Чебоксары: Изд-во «Чувашия», 2000. — 374 с. — 2000 экз. — ISBN 5-86765-170-3.
- Брежнев В. В. Какие религиозные конфессии функционируют на Дону? // Донская история в вопросах и ответах / Под ред. Е. И. Дулимова и С. А. Кислицына. — Ростов-на-Дону: Издательство Донского юридического института, 1997. — Т. 1. — С. 388—398. — 480 с. — 15 000 экз.
- Бураева О. В. Религиозные организации в Бурятии // Россия и Восток: взгляд из Сибири в начале тысячелетия / Отв. ред. В. И. Дятлов. — Иркутск: Оттиск, 2002. — С. 199—204. — 319 с.
- Бурба Д. Б. Русская религиозная философия и ведическое знание // Россия и современный мир. — 1996. — № 2. — С. 99—107. Архивировано 18 июля 2016 года.
- Бурьянов С. А. Нарушения права на свободу убеждений, совести и религии: религиозная дискриминация, ксенофобия, нетерпимость, и насилие на их почве (на примере событий 2005 — начала 2006) // Свобода убеждений, совести и религии в современной России / Сост. и общ. ред.: С. А. Бурьянов, Н. В. Костенко. — М.: Московская Хельсинкская группа, 2007. — С. 107—129. — 272 с. — ISBN 5-98440-035-9.
- Бурьянов С. А. Свобода убеждений, совести и религии // Права человека в Российской Федерации: Сборник докладов о событиях 2008 года / Сост. Д. Мещеряков. — М.: Московская Хельсинкская группа, 2009. — С. 98—188. — 378 с. — ISBN 5-98440-042-1.
- Валеева М. Г. Башкортостан // Православная энциклопедия. — М.: Церковно-научный центр «Православная энциклопедия», 2002. — Т. IV. — С. 403—405. — 752 с. — 39 000 экз. — ISBN 5-89572-009-9.
- Васильев В. К., Кузин О. С., Угрюмов В. Б. Кто есть кто в Санкт-Петербурге. — СПб.: КультИнформПресс, 1999. — 368 с. — 5000 экз. — ISBN 5-289-01921-9.
- Ватман С. В. Бенгальский вайшнавизм / Под ред. С. В. Пахомова. — СПб.: Издательство С.-Петербургского университета, 2005. — 403 с. — ISBN 5-288-03579-2.
- Ватман С. В. Современный вайшнавизм: история и вероучение // Свобода совести в России: исторический и современный аспекты. Сборник статей. Выпуск 8 / Сост. и общ. ред.: Е. Н. Мельникова, М. И. Одинцов. — Российское объединение исследователей религии. — М., 2010. — С. 5—35. — 398 с. — ISBN 978-5-9902187-1-0.
- В дни фестиваля ведической культуры в Анапе противники вайшнавов решили «утопить нечисть в море» // NEWSru.com. — 6 октября 2005.
- Верховский А. М., Папп А., Прибыловский В. Политический экстремизм в России. — М.: Институт экспериментальной социологии, 1996. — 356 с. — ISBN 5-87637-043-6.
- Верховский А. М., Прибыловский В. В., Михайловская Е. В. Национализм и ксенофобия в российском обществе. — М.: Панорама, 1998. — 204 с. — ISBN 5-85895-032-9.
- Викторова А. Время подводить итоги // Пределы светскости / Сост. А. М. Верховский. — М.: Центр «Сова», 2005. — С. 213—225. — 268 с. — 1500 экз. — ISBN 5984180030.
- Вишневская Ю. Движение Харе Кришна в Советском Союзе // Радио Свобода: исследовательский бюллетень. — Мюнхен: Радио «Свобода», 1985. — Вып. 41.
- Вишневская Ю. На суде над пятью кришнаитами в поселке Курджиново // Радио Свобода: исследовательский бюллетень. — Мюнхен: Радио «Свобода», 1986. — Вып. 39.
- В Карачаево-Черкессии оправдан кришнаит, обвинявшийся по «закону Яровой» за распространение религиозной литературы // NEWSru.com. — 15 августа 2016.
- Волков Ю. Г., Добреньков В. И. Возрождение религии в России // Религии народов современной России. Словарь / Отв. ред. М. П. Мчедлов. — М.: Республика, 1999. — С. 64—66. — 624 с. — 6000 экз. — ISBN 5250027083.
- В Черкесске на кришнаита завели первое дело по «пакету Яровой» // Lenta.ru. — 11 августа 2016.
- Где добровольцы помогали властям. История вопроса // Коммерсантъ. — 16 июля 2012. — № 128 (4913).
- Гибель Саркиса Оганджаняна // Материалы самиздата. — Мюнхен: Архив Самиздата, Радио Свобода, 1988. — Вып. 13 (АС № 6172).
- Гинзбург А. И. Сознание Кришны и Горбачев // Русская мысль. — 12 июня 1987. — № 3677. — С. 1—2.
- Глушкова И. П. О памятниках Гавриилу Батенькову, дяде Коле и «Бхагавад-гите» // Ежедневный журнал. — 29 марта 2012.
- Государственная национальная политика и государственно-конфессиональные отношения в субъектах Российской Федерации в 2004 году / Ред. совет: М. Н. Пономарев (рук.) и др.. — М.: Проспект, 2005. — Т. I. — 219 с. — ISBN 5-98597-032-9.
- Государственная национальная политика и государственно-конфессиональные отношения в субъектах Российской Федерации в 2004 году / Ред. совет: М. Н. Пономарев (рук.) и др.. — М.: Проспект, 2005. — Т. II. — 473 с. — ISBN 5-98597-033-7.
- Григорьева Л. И. Свобода совести и актуальные проблемы государственно-правового регулирования деятельности новейших нетрадиционных религиозных объединений. — Красноярск: РИО КГПУ, 1999. — 405 с. — 500 экз.
- Григорьева Л. И. Новые религиозные движения в современной России // Личность, творчество и современность: сборник научных трудов / Отв. ред. Д. Д. Невирко. — Красноярск: СибЮИ МВД России, 2005. — Вып. 8. — С. 48—65. — ISBN 5-7889-0102-2.
- Гусева Н. Р. Индуизм. История формирования. Культовая практика. — М.: Наука, 1977. — 327 с.
- Дагис, Саулюс. Индийские парадоксы // Диа-Логос. — 1998. — С. 183—200.
- Дворников В. В. Новые религиозные движения на Украине во второй половине XX века в работах советских исследователей // Церковь, государство и общество в истории России XX века. — Иваново: Ивановский государственный университет, 2003. — С. 100—104. — 411 с. — 200 экз.
- Дело В. А. Суховой // Материалы самиздата. — Мюнхен: Архив Самиздата, Радио Свобода, 1983. — Вып. 17 (АС № 4905).
- Дерягина Е. Э. К вопросу о традиционности российского кришнаизма // Государство, религия, Церковь в России и за рубежом. — М.: РАГС при Президенте РФ, 2009. — Вып. 4. — С. 105—112.
- Дерягина Е. Э. К проблеме традиционности вайшнавизма на Западе и в России // Молодёжь и наука XXI века. Материалы X всероссийской научно-практической конференции студентов, аспирантов и молодых ученых, посвященной 85-летию со дня рождения В. П. Астафьева и 100-летию со дня рождения Л. В. Киренского. Красноярск, 28-29 мая 2009 г. В 2 томах. — Красноярск: КГПУ имени В. П. Астафьева, 2009. — Т. 1. — С. 143—145. — 200 экз. (недоступная ссылка)
- Дерягина Е. Э. Вайшнавизм: процессы трансформации и модернизации в России на рубеже XX-XXI вв / автореферат дис. ... кандидата философских наук : 09.00.13. — Омск: Ом. гос. пед. ун-т, 2009. — 16 с. (копия Архивная копия от 20 августа 2018 на Wayback Machine)
- Дорофеева, Т. В. Особенности миссионерской деятельности Международного Общества Сознания Кришны в современной России // Религиоведение. — Амурский государственный университет, 2015. — Т. 4. — С. 95—100. — ISSN 2072-8662.
- Дударенок С. М. Религиозная ситуация на российском Дальнем Востоке: история и современность // Россия и АТР. — 2004. — № 2. — С. 130—140. Архивировано 5 марта 2016 года.
- Дударенок С. М. Нетрадиционные религии на Дальнем Востоке: история и современность. — Владивосток: Изд-во Дальневосточного университета, 2004. — 530 с. — 500 экз. — ISBN 5744416404.
- Дьяченко О. В. Новые религиозные объединения. — Мозырь: Белый ветер, 1998. — 151 с. — 500 экз. — ISBN 985-447-001-6.
- Жуковец О. Ю. Новые религиозные движения в России: Сайентологическая церковь, Движение объединения, российское Общество сознания Кришны (недоступная ссылка — история) // Культура и религия. — 2012. — № 1 (5). — С. 1—19.
- Загребина И. В. Первые «жертвы» закона Яровой. От слежки до доносительства один шаг // Адвокатский кабинет И. Загребиной. — 7 августа 2016.
- «За которое из добрых дел хотите побить»: В Ростове-на-Дону разгромлен храм Общества сознания Кришны // Новое время. — 1995. — № 29. — С. 38.
- Зорин С. И. и др. Просьба 38 кришнаитов в Верховный Совет СССР о содействии в регистрации общин кришнаитов и об освобождении незаконно осужденных единоверцев // Материалы самиздата. — Мюнхен: Архив Самиздата, Радио Свобода, 1986. — № 17 (АС № 5676).
- Зуев С., Дремова Г. «Я обрел свою веру» // Наука и религия. — 1990. — № 10. — С. 29.
- Иваненко С. И. Кришнаиты в России. Правда и вымысел. — М.: Философская книга, 1998. — 296 с. — 1500 экз. — ISBN 5820500032.
- Иваненко С. И. Кришнаиты в России // Свобода совести в России: исторический и современный аспекты. Выпуск 1 / Сост. и общ. ред.: Е. Н. Мельникова, М. И. Одинцов. — М.: Российское объединение исследователей религии, 2004.
- Иваненко С. И. Проблемы обеспечения свободы совести в современной России для религиозных меньшинств и духовных движений, имеющих индуистские корни // Свобода совести в России: исторический и современный аспекты. Выпуск 5 / Сост. и общ. ред.: Е. Н. Мельникова, М. И. Одинцов. — М.: Российское объединение исследователей религии, 2007. — С. 489—500. — 560 с. — 1000 экз.
- Иваненко С. И. Вайшнавская традиция в России: история и современное состояние. Учение и практика. Социальное служение, благотворительность, культурно-просветительская деятельность. — М.: Философская книга, 2008. — 320 с. — 2000 экз. — ISBN 978-5-902629-41-2.
- Иваненко С. И. Русская православная церковь, индуизм, Общество сознания Кришны: есть ли предпосылки для налаживания конструктивных взаимоотношений? // Свобода совести в России: исторический и современный аспекты. Выпуск 7 / Редкол.: М. И. Одинцов, Н. И. Щемелева, Л. А. Ли. — СПб.: Российское объединение исследователей религии, 2009. — С. 289—307. — 396 с. — ISBN 9-785-98187-354-6.
- Иваненко С. И. Проблема оценки степени авторитетности Международного общества сознания Кришны с точки зрения религиоведческих критериев // Свобода совести в России: исторический и современный аспекты. Сборник статей. Выпуск 8 / Сост. и общ. ред.: Е. Н. Мельникова, М. И. Одинцов. — Российское объединение исследователей религии. — М., 2010. — С. 36—48. — 398 с. — ISBN 978-5-9902187-1-0.
- Иваненко С. И. Современное состояние Общества сознания Кришны в России // Russian Review. — Февраль-март 2012. — Вып. 56. Архивировано 11 ноября 2014 года.
- Иваненко С. И. Вторжение антикультизма в государственно-конфессиональные отношения в современной России. — СПб.: Древо жизни, 2012. — 52 с. — 1000 экз. — ISBN 978-5-91470-031-4.
- Иваненко С. И. Новые религии восточного происхождения в российском социуме // ReligioPolis. — 19 декабря 2012.
- Игнатьев И. П. Как стать буддой?. — Л.: Лениздат, 1991. — 112 с. — 30 000 экз. — ISBN 5-289-00567-6.
- Именной указатель к АС № 5676, 5680 // Материалы самиздата. — Мюнхен: Архив Самиздата, Радио Свобода, 1986. — № 17.
- Как я пришел в сознание Кришны... Сборник писем и историй. — Омск: Поиск, 2005. — 592 с. — 1000 экз.
- Кассис В. Б., Колосов Л. За фасадом разведок. — Минск: Вышэйшая школа, 1986. — 335 с. — 50 000 экз.
- Катунин Ю. А., Тамамян Н. В. Индуизм и христианство: различия, точки соприкосновения, синтез (недоступная ссылка — история) // Культура народов Причерноморья. — 2002. — Т. 1, № 48. — С. 86—91.
- Катунин Ю. А., Тамамян Н. В. Современное положение международного Общества сознания Кришны: взаимоотношения с христианским и мусульманским миром (недоступная ссылка — история) // Культура народов Причерноморья. — 2006. — № 83. — С. 108—110.
- Кацер Ж. У. Традиция учения Кришны в России: от Петра Великого до наших дней // Свобода совести в России: исторический и современный аспекты. Сборник статей. Выпуск 8 / Сост. и общ. ред.: Е. Н. Мельникова, М. И. Одинцов. — Российское объединение исследователей религии. — М., 2010. — С. 57—58. — 398 с. — ISBN 978-5-9902187-1-0.
- Кашина А. Н. Общество сознания Кришны // Государственно-конфессиональные отношения и религиозные объединения в Тюменской области: Справочник / Под ред. В. П. Клюевой. — Тюмень: Печатный дом «Тюмень», 2009. — С. 159—166. — 304 с. — 1000 экз. — ISBN 978-5-903741-02-1.
- Кейзеров Н. М., Ножин Е. А. Идеологическая борьба: Вопросы и ответы. — М.: Политиздат, 1987. — 256 с. — 200 000 экз.
- Кельмаков В. К. К истории удмуртского и пермского языкознания: Хрестоматия по курсу «История изучения удмуртского языка». — Ижевск: Издательский дом «Удмуртский университет», 2002. — 445 с. — 500 экз. — ISBN 5-7029-0366-8.
- Кнорре Б. К. Индуизм в России // Современная религиозная жизнь России. Опыт систематического описания / Отв. ред.: М. Бурдо, С. Б. Филатов. — М.: Логос, 2006. — Т. IV. — С. 351—362. — 366 с. — 2000 экз. — ISBN 5-98704-057-4.
- Кнорре Б. К. Индуизм: от глобалистской адаптации — к альтернативному глобалистскому проекту // Религия и глобализация на просторах Евразии / Под ред. А. В. Малашенко и С. Б. Филатова. — 2-е изд.. — М.: Российская политическая энциклопедия (РОССПЭН); Московский Центр Карнеги, 2009. — С. 256—294. — 341 с. — 2000 экз. — ISBN 978-5-8243-1153-2.
- Козин В., Шилов Н. Республика Мордовия. Модель этнологического мониторинга / Ред. В. В. Степанов. — М.: Институт этнологии и антропологии РАН, 2002. — 100 с. — 300 экз.
- Козлов А. В позе лотоса — 3, или пятнадцать лет спустя (недоступная ссылка — история) // Уральский рабочий. — 1997.
- Колосницын В. И., Медведев А. В. Религии Урала // Уральская историческая энциклопедия / Гл. ред. В. В. Алексеев. — 2-е изд., перераб. и доп.. — Екатеринбург: Академкнига, 2000. — 637 с. — 2000 экз. — ISBN 5-93472-019-8.
- Колымагин Б. Искушение культурой: проблемы взаимодействия церкви и культуры в современной России. — М.: Русский импульс, 2008. — 280 с. — 400 экз. — ISBN 5-90252534-9.
- Корнева, Юлия. Борьба томских кришнаитов за место под солнцем (недоступная ссылка — история) // Агентство новостей «ТВ2». — 20 августа 2011.
- Котовский Г. Г. Моя встреча со Шрилой Прабхупадой // Вайшнавизм: открытый форум. — 1997. — Вып. 1. — С. 109—114.
- Кришнаиты начали сносить свои дома в Кандинке // Агентство новостей «ТВ2». — 17 февраля 2011.
- Крупп Н. Н. Тропа ведет вверх: лестница 2. — М.: И. В. Балабанов, 2005. — 224 с. — 500 экз. — ISBN 5-901049-38-1.
- Крылова А. С., Бехтерев С. Л., Бехтерева Л. Н. Удмуртская Республика. Модель этнологического мониторинга. — М.: Институт этнологии и антропологии имени Н. Н. Миклухо-Маклая РАН, 2000. — 144 с. — 300 экз.
- Ксенофобия, нетерпимость и дискриминация по мотивам религии или убеждений в субъектах Российской Федерации / Сост. С. А. Бурьянов. — М.: Московская Хельсинкская группа, 2007. — 240 с. — ISBN 5-98440-039-1. Архивировано 4 марта 2016 года.
- Кузьмин А. В., Маштафаров А. В., Некрасов В. М., Агеева Е. А. Владимирская область // Православная энциклопедия. — М.: Церковно-научный центр «Православная энциклопедия», 2005. — Т. IX. — С. 61—64. — 752 с. — 39 000 экз. — ISBN 5-89572-015-3.
- Кузьмин А. В., Садченков Ю. Т. Волгоградская область // Православная энциклопедия. — М.: Церковно-научный центр «Православная энциклопедия», 2005. — Т. IX. — С. 227—231. — 752 с. — 39 000 экз. — ISBN 5-89572-015-3.
- Куликов И. Метастазы оккультизма в системе образовании: аналитическое исследование. — М.: Паломник, 1999. — 94 с.
- Курачев Д. Г. Психологические особенности самообразования юношей и девушек из религиозного движения Международное общество сознания Кришны / диссертация ... кандидата психологических наук: 19.00.13. — М.: Моск. пед. гос. ун-т, 1997. — 200 с.
- Курачев Д. Г. Самосознание молодых приверженцев культа кришнаитов // Социологические исследования. — М.: ИС РАН, 2010. — № 9. — С. 99—107. — ISSN 0132-1625. Архивировано из оригинала 2 февраля 2014 года. (копия Архивная копия от 6 января 2020 на Wayback Machine)
- Куркин С., Хохлов А., Бучаль И. Письмо трех кришнаитов Бернской подготовительной встрече экспертов по правам человека с описанием преследований кришнаитов в СССР в 1981—1985 и с призывом разработать меры по осуществлению контроля за соблюдением в СССР прав человека // Материалы самиздата. — Мюнхен: Архив Самиздата, Радио Свобода, 1986. — № 17 (АС № 5680).
- Лисовский В. Т. Советское студенчество: социологические очерки. — М.: Высшая школа, 1990. — 302 с. — 32 000 экз. — ISBN 5060020975.
- Лихачёв В., Прибыловский В. Бандитствующие «патриоты» и патриотствующие бандиты // Между прошлым и будущим / Гл. ред.-сост. В. М. Оскоцкий. — М.: Пик, 1999. — С. 359—375. — 439 с. — ISBN 5-7358-0210-0.
- Лихачев В., Прибыловский В. Русское национальное единство. История, политика, идеология. Информационный пакет. — М.: Панорама, 2001. — 354 с.
- Лункин Р. Н. Алтайский край // Атлас современной религиозной жизни России / Отв. ред. М. Бурдо, С. Филатов. — М.; СПб.: Летний сад, 2005. — Т. 1. — С. 366—408. — 621 с. — 2000 экз. — ISBN 5-94381-142-7.
- Лункин Р. Н. Общество сознания Кришны (Вайшнавы) // Современная религиозная жизнь России. Опыт систематического описания / Отв. ред.: М. Бурдо, С. Б. Филатов. — М.: Логос, 2005. — Т. III. — С. 362—373. — 464 с. — 2000 экз. — ISBN 5-98704-044-2.
- Лункин Р. Н. Красноярский край: сибирский образ социального партнерства власти и религии // Russian Review. — Май 2010. — Вып. 45. Архивировано 8 декабря 2014 года.
- Любарский К. Советская власть против йогов // Трибуна. — Париж, 1983. — № 3. — С. 12—13.
- Малахатько У. В. Новые религиозные движения в Томске // Вестник Томского государственного университета. — 2011. — № 348. — С. 55—58. Архивировано из оригинала 30 марта 2013 года.
- Маркс против Кришны // Страна и мир  / Ред. К. Любарский. — Мюнхен, 1985. — Вып. 11. — С. 23—24.
- Матвеев В. Преданные Кришны — кто они? // Наука и религия. — 1990. — № 10. — С. 25—28.
- Меркушкина Л. Г. Общество сознания Кришны // Мордовия: энциклопедия / Гл. ред. А. И. Сухарев. — Саранск: Мордов. кн. изд-во, 2004. — Т. 2. — С. 117. — 699 с. — 10 000 экз.
- Минеева И. Н. Роль религиозных организаций и сект в формировании конфессиональной ситуации в Республике Мордовия // Вестник Чувашского государственного педагогического университета им. И. Я. Яковлева. — Чебоксары, 2011. — Вып. 69, № 1—2. — С. 115—119. — ISSN 1680-1709.
- Минченко Т. Религиозная жизнь Камчатки // Религия и право. — 2003. — № 3. — С. 32—35.
- Митрохин Л. Н. Кто такие кришнаиты? // Атеизм и религия: вопросы и ответы / Сост. В. М. Кувенева. — М.: Политиздат, 1987. — С. 48—54. — 256 с. — 200 000 экз.
- Моисеев А. К. Межконфессиональные отношения в регионе: состояние, перспективы развития и пути решения проблем // Регионология. — 2011. — № 1.
- Мокшина Е. Н. Этническая ситуация в Мордовии на современном этапе. — Саранск: Изд-во Мордовского университета, 1998. — 180 с. — 1000 экз. — ISBN 5-7103-0414-X.
- Мокшина Е. Н. Религиозная жизнь мордвы во второй половине XIX — начале XXI века. — 2-е изд., доп. и перераб. — Саранск: МГУ им. Н. П. Огарева, 2006. — 308 с. — 1000 экз. — ISBN 5-7493-1071-X.
- Монгуш М. В. Деятельность нетрадиционных конфессий в Туве: 1990–2010 гг // Новые исследования Тувы. — 2012. — № 1.
- Моцов А., Садошенко С. Йог с голубыми глазами, или истинное лицо проповедников Кришны // Социалистическая индустрия. — 24 января 1982. — С. 3.
- Нам И. Томская область // Этническая ситуация и конфликты в государствах СНГ и Балтии. Ежегодный доклад, 2005 / Под ред. В. Тишкова и Е. Филипповой. — М.: Институт этнологии и антропологии РАН, 2006. — С. 290—310. — 462 с. — 500 экз.
- Настольная книга атеиста / Под общ. ред. С. Д. Сказкина. — 8-е изд., испр и доп. — М.: Политиздат, 1985.
- Необдуманные слова духовных лидеров сеют в обществе семена злобы, убежден глава российских кришнаитов // NEWSru.com. — 23 января 2006.
- Общество Сознания Кришны // Новые религиозные культы, движения и организации в России: словарь-справочник / Науч. ред. Н. А. Трофимчук, Ф. Г. Овсиенко, М. И. Одинцов. — 2-е изд., доп. и перераб.. — М.: Изд-во РАГС, 1998. — С. 175—186. — 346 с. — 1000 экз. — ISBN 5-7729-0027-7.
- Ольшевский П. З. Обращение инвалида Великой Отечественной войны 1 группы, отца политзаключенного кришнаита А. П. Ольшевского в ЦК КПСС с просьбой о пересмотре дела его сына, осужденного судом Фрунзенского района г. Ленинграда (30.10.85) за тунеядство // Материалы самиздата. — Мюнхен: Архив Самиздата, Радио Свобода, 1986. — № 17 (АС № 5675).
- Павлихина А. Н. Конфессиональная ситуация в Амурской области на современном этапе // Межконфессиональные отношения на Дальнем Востоке России на рубеже тысячелетий / Сост. А. В. Дмитренко. — Владивосток: Изд-во Дальневосточного ун-та, 2002. — С. 18—24. — 210 с. — 200 экз.
- Паламарчук О. Е. Некоторые аспекты истории развития Общества сознания Кришны в Нижнем Новгороде // Проблемы истории и творческое наследие профессора Н. П. Соколова. — Н. Новгород: Изд-во Нижегородского университета, 1998. — С. 172—173. — 253 с. — 300 экз. — ISBN 5-85746-218-5.
- Первое паломничество. Советские кришнаиты в Индии // Новое время. — 1989. — № 19. — С. 39.
- Петров В. Н. Шрила Прабхупада — это пророк Верховного Господа Кришны // Азия и Африка сегодня. — 1993. — № 8. — С. 58—60.
- План допроса членов секты кришнаитов // Материалы самиздата. — Мюнхен: Архив Самиздата, Радио Свобода, 1986. — № 17 (АС № 5673).
- Плешаков Ю. «Чтобы не было ни одного голодного» // Азия и Африка сегодня. — 1996. — № 12 (473). — С. 66—67.
- Плешаков Ю. Индийская религия милости в России // Индекс/Досье на цензуру. — 2000. — № 11.
- Подборка сообщений о преследованиях кришнаитов в Киеве, Виннице, Ереване: дело К. В. Саакяна, О. В. Саакяна, С. Г. Карапетяна, А. Л. Саркисяна // Материалы самиздата. — Мюнхен: Архив Самиздата, Радио Свобода, 1986. — № 17 (АС № 5678).
- Попова, Анна. На поле дхармы // Lenta.ru. — 21 декабря 2011.
- Прабхупада Ш., Леннон Дж., Котовский Г. Г. Два диалога [об учении Кришны]: Ш. Прабхупада беседует с Дж. Ленноном (1969 г.) и Г. Котовским (1971 г.) // Азия и Африка сегодня. — 1993. — № 8. — С. 61—66.
- Президент Индии поздравила российских вайшнавов с 40-летием // NEWSru.com. — 30 ноября 2011.
- Пресс-секретарь Центра обществ сознания Кришны в РФ призвал участников круглого стола по межнациональному и межрелигиозному согласию к «активному богословскому диалогу» // Портал-Credo.Ru. — 10 июня 2005.
- Прожико Г. С. Проблемы современной советской кинодокументалистики. — М.: Всес. гос. ин-т кинематографии им. С. А. Герасимова, 1988. — 77 с. — 1000 экз.
- Прозоров Б. Л. Идеологическая диверсия против советской молодежи: Расчеты и просчеты буржуазных советологов. — Л.: Лениздат, 1986. — 218 с. — 50 000 экз.
- Пудов B. C. Кришнаиты-вайшнавы в СССР // На пути к свободе совести / Ред. Т. Б. Рябикова. — М.: Прогресс, 1989. — С. 466—477. — 49 000 экз. — ISBN 5010027283.
- Рассказ о преследовании кришнаитов в Армянской ССР, март 1985 — март 1986 // Материалы самиздата. — Мюнхен: Архив Самиздата, Радио Свобода, 1986. — № 17 (АС № 5679).
- Россия-2000: Хроника и аналитика / Под. ред. А. И. Подберезкина. — М.: ВОПД «Духовное наследие», 2000. — Т. 1. — 1143 с. — ISBN 5860141246.
- Саввин А. В., Агеева Е. А. Астраханская область // Православная энциклопедия. — М.: Церковно-научный центр «Православная энциклопедия», 2001. — Т. III. — С. 643—645. — 752 с. — 40 000 экз. — ISBN 5-89572-008-0.
- Савинова М. А. Новые религиозные организации на территории Бурятии. — Улан-Удэ: Издательство Бурятского университета, 1999. — 166 с.
- Салганик, Мариэм. Карма-кола, или охота на носорогов // Огонёк. — 1988. — № 9. — С. 20—21.
- Санака Кумар Дас. Рост интереса к индийской культуре в российском обществе // Россия и Индия на пороге третьего тысячелетия: материалы научной конференции / Отв. ред. А. А. Куценков, Ф. Н. Юрлов. — М.: Институт востоковедения РАН, 1998. — С. 118—119. — 133 с. — 200 экз. — ISBN 5892820882.
- Светицкий К. Харе Кришна в Советской России // Новое русское слово. — 19 января 1990. — С. 15.
- Седловская А. Н., Семашко И. М. Московское «Общество Сознания Кришны» // Москва. Народы и религии / Отв. ред.-сост. Б. Р. Логашова. — М.: Институт этнологии и антропологии РАН, 1997. — 255 с. — 300 экз. — ISBN 5-201-13763-6.
- Селезнёва И. А. Национально-культурные и религиозные организации Западной Сибири. — Омск: Изд-во ФГУ ВПО ОмГАУ, 2007. — 140 с. — 100 экз. (недоступная ссылка)
- Сидаков Ю. «Восточные проблемы» в России и СНГ // Азия и Африка сегодня. — 2004. — № 11. — С. 34—40.
- Советские кришнаиты в лагерях и тюрьмах // Русская мысль. — 22 мая 1987. — № 3674. — С. 7.
- Соколов А. «Правдивая дезинформация» // Даугава. — 1988. — № 7. — С. 99.
- Сообщение о преследовании кришнаитов в Киеве, Сухуми, Чернигове, Ереване и Вильнюсе в июне-сентябре 1985 // Материалы самиздата. — Мюнхен: Архив Самиздата, Радио Свобода, 1986. — № 17 (АС № 5674).
- Сообщение о кришнаитах: в Киеве суд над Ольгой Сущевской 29.1.86, помещение Константина Стрельцова в ПБ; в Виннице предъявление обвинения Евгению Любинскому и Наталье Носацовой // Материалы самиздата. — Мюнхен: Архив Самиздата, Радио Свобода, 1986. — № 17 (АС № 5677).
- Список политзаключенных СССР  / Ред. К. Любарский. — Мюнхен: Страна и мир, 1984. — Вып. 6.
- Список политзаключенных СССР  / Ред. К. Любарский. — Мюнхен: Страна и мир, 1985. — Вып. 7.
- Список политзаключенных СССР  / Ред. К. Любарский. — Мюнхен: Страна и мир, 1987. — Вып. 9.
- Стеняев О. В. Кришнаиты: кто они? // Православие и религии Востока. — М.: Лепта-Пресс, 2005. — С. 513—611. — ISBN 5981940409.
- Судебные приставы ликвидировали незаконное поселение кришнаитов у деревни Кандинки под Томском // NEWSru.com. — 11 апреля 2011.
- Сульженко М. В., Фомина К. М. Распускающийся бутон радости: Международное общество сознания Кришны // Полевые исследования студентов РГГУ. — М.: РГГУ, 2007. — С. 247—258. — 200 экз.
- Тимошин Л. Этот «странный мир Харе Кришна» // Наука и религия. — 1983. — № 1—2. — С. 52—57 (№ 1); 59—63 (№ 2).
- Тимощук А. С. Ведийская культура: сущность и метаморфозы. — Владимир: Владимирский юридический институт Минюста России, 2002. — 148 с. — ISBN 5-93035-050-7. Архивировано 3 февраля 2013 года.
- Тимощук А. С. Социально-мифологические установки в познании новых религий // Бренное и вечное: социально-мифологические и политософские измерения идеологии в «массовых обществах»: Материалы Всерос. науч. конф. 9-10 октября 2007 г / Редкол.: А. П. Донченко, Г. Э. Бурбулис, А. Г. Некита, С. А. Маленко. — Великий Новгород: НовГУ им. Ярослава Мудрого, 2007. — С. 322—326. — 364 с. — ISBN 5898963383.
- Тимощук А. С. Миссионерская, социальная и экономическая активность Общества сознания Кришны в России на рубеже XX—XXI вв. // Религии России: проблемы социального служения / Под общ. ред. Д. В. Мухетдинова. — Н. Новгород: Медина, 2011. — С. 598—601. — 622 с. — ISBN 978 -5-9756-0080-6.
- Ткачёва А. Восточный мистицизм в советском обществе // Общественные науки. — 1990. — № 3. — С. 174—183.
- Ткачёва А. Кришна Харе! // Азия и Африка сегодня. — 1993. — № 8. — С. 56—57.
- Ткачева А. А. Восток в России: ученики и самосвятцы // Религия и государство в современной России / Под ред. М. Б. Олкотт, А. Малашенко. — М.: Центр Карнеги, 1997. — С. 96—112.
- Трунов, Василий. Люди Кришны // Вечерний Челябинск. — 19 марта 2009. — № 49 (11182). Архивировано 16 августа 2014 года.
- Филатов С. Б., Воронцова Л. М., Лункин Р. Н., Коскелло А. С. Пермский край // Атлас современной религиозной жизни России / Отв. ред. М. Бурдо, С. Филатов. — М.; СПб.: Летний сад, 2005. — Т. 1. — С. 477—535. — 621 с. — 2000 экз. — ISBN 5-94381-142-7.
- Филатов С. Б., Лункин Р. Н. Краснодарский край // Атлас современной религиозной жизни России / Отв. ред. М. Бурдо, С. Филатов. — М.; СПб.: Летний сад, 2005. — Т. 1. — С. 409—442. — 621 с. — 2000 экз. — ISBN 5-94381-142-7.
- Филатов С. Б., Лункин Р. Н. Ростовская область // Атлас современной религиозной жизни России / Отв. ред. М. Бурдо, С. Филатов. — М.; СПб.: Летний сад, 2008. — Т. 3. — С. 188—218. — 863 с. — 2000 экз. — ISBN 978-5-98856-049-4.
- Филимонов А. Чем не угодила «Бхагавад-гита как она есть» прокуратуре? // Агентство новостей «ТВ2». — 24 марта 2012.
- Хомушку О. М. Религиозная ситуация в национальных регионах России: Республика Тыва // Диа-Логос. — М., 2001. — С. 250—264.
- Цвигун С. К. О происках империалистических разведок // Коммунист. — 1981. — № 14.
- Чернецов Е. В. Сегодняшние заботы // Наука и религия. — 1990. — № 10. — С. 30—31.
- Черняк Е. Б. Невидимые империи: тайные общества старого и нового времени на Западе. — М.: Мысль, 1987. — 271 с. — 50 000 экз.
- Шнирельман В. А. Неоязычество и национализм (восточноевропейский ареал). — М.: Институт этнологии и антропологии им. Н. Н. Миклухо-Маклая РАН, 1998. — 32 с. — (Исследования по прикладной и неотложной этнологии). — 150 экз. — ISBN 5201008070. Архивировано 26 апреля 2012 года.
- Шнирельман В. А. Назад к язычеству? Триумфальное шествие неоязычества по просторам Евразии // Неоязычество на просторах Евразии / Под ред. В. А. Шнирельмана. — М.: Библейско-богословский институт святого апостола Андрея, 2001. — С. 130—169. — 178 с. — ISBN 5-89647-050-9.
- Шохин В. К., Балагушкин Е. Г. Межрелигиозный диалог и межрелигиозные отношения в российском социокультурном пространстве // Россия в диалоге культур / Отв. ред. А. А. Гусейнов, А. В. Смирнов, Б. О. Николаичев. — М.: Наука, 2010. — С. 405—431. — 432 с. — 800 экз. — ISBN 978-5-02-037096-8.
- Штурман Д. О цели и средствах // Голос зарубежья. — 1986. — № 40. — С. 10—24.
- Экономическая энциклопедия регионов России. Свердловская область / Гл. ред. Татаркин А. И.. — М.: Издательство «Экономика», 2003. — Т. 1. — 558 с. — 10 000 экз. — ISBN 5-282-02212-5.
- Яковлев В. Вайшнав-физик Вишвамитра Дас вспоминает о жизни советских кришнаитов при Брежневе, Андропове и Горбачеве // Портал-Credo.Ru. — 2006.
- Яковлева Ю. А. Поведенческие модели Российских носителей нетрадиционной религиозности // Современная наука. — 2012. — № 2. — ISSN 2079-4401.
- Якунин В. Н. Религиозные организации г. Тольятти. Справочник. — Тольятти: Современник, 1999. — 208 с.
- 58/10. Надзорные производства Прокуратуры СССР по делам об антисоветской агитации и пропаганде. Март 1953—1991 гг. Аннотированный каталог / Ред. коллегия: В. А. Козлов, С. В. Мироненко, О. В. Эдельман, Э. Ю. Завадская, Э. Ю Завадская, О. В. Лавинская. — М.: Международный фонд «Демократия», 1999. — 940 с. — (Россия. XX век. Документы). — 1500 экз. — ISBN 5-85646-041-3.

### На английском
- Anderson J. The Hare Krishna Movement in the USSR // Religion in Communist Lands. — 1986. — Vol. 14 (3). — P. 316—17.
- Anderson J.; Tapay A. Religion and the Soviet State: A Report on Religious Repression in the U.S.S.R. on the Occasion of the Christian Millennium. — Washington, D.C.: Puebla Institute, 1988. — 67 p. — ISBN 0-945102-03-8.
- Anderson J. Religion, State and Politics in the Soviet Union and Successor States. — Cambridge: Cambridge University Press, 1994. — xi, 236 p. — ISBN 0521467845.
- Antic O. The Spread of Modern Cults in the USSR // Religious Policy in the Soviet Union / Edited by Sabrina P. Ramet. — Cambridge: Cambridge University Press, 1992. — P. 252—270. — xix, 361 p. — ISBN 0-521-41643-4.
- Atkinson M. Report on the situation of the Church and freedom of religion in Eastern Europe. — Strasbourg: Parliamentary Assembly of the Council of Europe, 1988. — 75 p. — ISBN 9287116652. Архивировано 16 октября 2009 года.
- Barker E. New Religious Movements: A Practical Introduction. — London: HMSO, 1992. — xii, 234 p. — ISBN 0113409273.
- Berman H. J. Religious Rights in Russia at a Time of Tumultuous Transition: A Historical Theory // Religious Human Rights in Global Perspective: Legal Perspectives, Volume 2 / Edited by J. D. Van Der Vyver, John Witte. — The Hague; London: Martinus Nijhoff Publishers, 1996. — P. 285—304. — 670 p. — ISBN 9041101772.
- Chronology // A Chronicle of Human Rights in the USSR. — 1983. — Vol. 48. — P. 34.
- Cole R. J. Forty Years of Chanting: A Study of the Hare Krishna Movement from its Foundation to the Present Day // The Hare Krishna Movement: Forty Years of Chant and Change / Edited by Graham Dwyer, Richard J. Cole. — London: I.B. Tauris, 2007. — P. 26—53. — x, 283 p. — ISBN 1845114078.
- Corley F. Russia: Police raid and charge «people in strange clothes» // Forum 18 News Service. — May 29, 2012.
- Country Reports on Human Rights Practices. — Washington, D.C.: United States. Dept. of State, 1987. — 1326 p.
- Dear Mr. Gorbachev, Let Our Friends Go! (недоступная ссылка — история) // Back to Godhead. — November 1987. — Vol. 22, № 11. — P. 34—35.
- Deryagina E. J. The Russian Krishnaism: Problem of «Conventionality» in the Modern Culture = Российский кришнаизм: проблема «традиционности» в современной культуре // Journal of Siberian Federal University. Humanities and Social Sciences. February. — Krasnoyarsk: Siberian Federal University, 2010. — Т. 3, № 1. — С. 69—79.
- Eaton W. J. Moscow Police Break Up Hare Krishna Gathering // Los Angeles Times. — August 30, 1987.
- Fiance's freedom sought (недоступная ссылка — история) // Huston Chronicle. — August 18, 1985.
- Fisher M. P. Living Religions: An Encyclopedia of the World's Faiths. — London: I.B. Tauris, 1997. — 464 p. — ISBN 1860641482.
- Fitzpatrick C. A. Soviet Abuse of Psychiatry for Political Purposes. — New York: U.S. Helsinki Watch Committee, 1988. — 42 p.
- For the record: president’s remiannual report on Helsinki Accords // The Ukrainian Weekly. — March 9, 1986. — Vol. LIV (10). — P. 7,15. Архивировано 29 сентября 2013 года.
- From Hare Krishnas to Yupic Eskimos, a Parade of Protesters (англ.) // The New York Times. — December 13, 1987.
- Hare Krishna Devotee Dies in Labor Camp // The Samizdat Bulletin. — 1988. — № 177. — P. 17.
- Hare Krishna Followers Put on Trial in Ukraine // Smoloskyp. — 1986. — Vol. 7 (30). — P. 8.
- Hare Krishna in Soviet Union // Voice of Solidarity. — 1986. — P. 21.
- The Hare Krishna Movement in the USSR // Glasnost: Information Bulletin. — 1987. — Vol. 7. — P. 63—69.
- Hendon, David W.; Hines, Jason. Notes on Church-State Affairs // Journal of Church and State. — 2012. — Vol. 54 (4). — P. 1—18.
- Implementation of the Final act of the Conference on Security and Cooperation in Europe: Findings Eleven Years After Helsinki: Report Submitted to the Congress of the United States by the Commission on Cooperation and Security in Europe. — Washington, D.C.: U.S. Government Printing Office, 1987. — 272 p.
- Jaźwiński P. Introduction to the Legal Situation of the International Society for Krishna Consciousness (ISKCON) in the Countries of Central-East Europe // Church-state Relations in Central and Eastern Europe / Irena Borowik. — Kraków: NOMOS, 1999. — P. 284—304. — 456 p. — ISBN 83-85527-88-5.
- KGB vs. Krishna (недоступная ссылка — история) // United Press International. — October 11, 1981.
- Kotin, I. Y.; Krindatch A. D. Russia: Religious revival in a multi-cultural landscape // The Changing Religious Landscape of Europe / Hans Knippenberg. — Amsterdam: Het Spinhuis, 2005. — P. 145—173. — 218 p. — ISBN 9055892483.
- Knox Z. K. Russian Society and the Orthodox Church: Religion in Russia After Communism. — London: Routledge, 2005. — 257 p. — ISBN 0415320534.
- Krishna Consciousness in Moscow // The Samizdat Bulletin. — 1988. — № 177. — P. 16.
- Lall R. R. White, Slav and a steadfast Hindu // The Times of India. — December 30, 2005.
- La repressione psichiatrica nell’URSS di Gorbaciov // Radio Radicale. — 23 ottobre 1987.
- Levine F. The Strange World of the Hare Krishnas. — Greenwich, CT: Fawcett, 1974. — 189 p.
- List of Political Prisoners in the USSR / Kronid Lyubarsky. — München: Das Land und die Welt, 1987. — Vol. 9.
- List of Political Prisoners in the USSR / Kronid Lyubarsky. — München: Das Land und die Welt, 1988. — Vol. 10. — 114 p.
- Melton J. G. The Attitude of Americans toward Hinduism from 1883 to 1983 with Special Reference to the International Society for Krishna Consciousness // Krishna Consciousness in the West / Edited by David G. Bromley and Larry D. Shinn. — Lewisburg, PA: Bucknell University Press, 1989. — P. 79—101. — 295 p. — ISBN 0-8387-5144-X.
- Misiunas R., Taagepera R. The Baltic States: Years of Dependence, 1940—1990. — Los Angeles: University of California Press, 1993. — 400 p. — ISBN 0520082273.
- Goswami M., Dasa D. Who Are Not Free: A hard look at the Soviet commitment to human rights (недоступная ссылка — история) // Back to Godhead. — November 1987. — Vol. 22, № 11. — P. 14—17.
- Muster N. J. Betrayal of the Spirit: My Life Behind the Headlines of the Hare Krishna Movement. — 2nd ed. — Urbana, IL: University of Illinois Press, 2001. — xx, 216 p. — ISBN 978-0-252-06566-8.
- Nandi A. K. KGB's fear of Krishna-nam // Organiser. — 1983. — Vol. 35. — P. 19.
- News Briefs: Persecution of Hare Krishnas Continues // Glasnost: Information Bulletin. — 1987. — Vol. 7. — P. 73.
- The Persecution Continues (недоступная ссылка — история) // Back to Godhead. — July 1988. — Vol. 23, № 7. — P. 22.
- Persecution of Krishna Followers // USSR News Brief. — 1986. — № 23—24.
- Persecution of Krishna Worshippers // The Samizdat Bulletin. — 1988. — № 177. — P. 14—15.
- Peterson C. P. Wielding the Human Rights Weapon: The United States, Soviet Union, and Private Citizens, 1975-1989. — Columbus, OH: Ohio State University, 2009. — 592 p.
- Ramet S. P. Religious policy in the era of Gorbachev // Religious Policy in the Soviet Union / Edited by Sabrina P. Ramet. — Cambridge: Cambridge University Press, 1992. — P. 31—52. — xix, 361 p. — ISBN 0-521-41643-4.
- Ramet S. P. Social Currents in Eastern Europe: The Sources and Meaning of the Great Transformation. — 2nd ed. — Durham, NC: Duke University Press, 1995. — xiii, 598 p. — ISBN 0822315483.
- Religious Persecution in the Soviet Union: Hearing Before the Subcommittees on Europe and the Middle East and on Human Rights and International Organizations of the Committee on Foreign Affairs, House of Representatives, Ninety-ninth Congress, First Session, Part 2. — Washington: U.S. Governmemt Printing Office, 1986. — iii, 188 p. Архивировано 8 апреля 2013 года.
- Religious Prisoners in the USSR: A Study. — Keston, Kent, UK: Greenfire Books, Keston College, 1987. — 160 p. — ISBN 0947697772.
- Repression of Hare Krishna followers in Ukraine // The Ukrainian Review. — 1988. — Vol. 36 (1). — P. 80—81.
- Rosenthal A. M. The Inspector of Jails (англ.) // The New York Times. — January 19, 1988.
- Rosen S. J. Holy Cow: The Hare Krishna Contribution to Vegetarianism and Animal Rights. — New York: Lantern Books, 2004. — xviii, 222 p. — ISBN 1-59056-066-3.
- Gosvāmī S. D. Śrīla Prabhupāda-līlāmṛta, Vol. 4. In Every Town and Village: Around the World 1968—1971. — Los Angeles: Bhaktivedanta Book Trust, 1982. — xxiv, 343 с. — 10 000 экз. — ISBN 0892131152.
- Schmemann S. Soviet Says Hare Krishna Cloaks Hide C.I.A. Daggers (англ.) // The New York Times. — July 31, 1983.
- Shabad T. Hare Krishna Chant Unsettles Soviet (англ.) // The New York Times. — March 15, 1982.
- Shterin M. S., Richardson J. T. Effects of the Western anti-cult movement on development of laws concerning religion in post-Communist Russia // Journal of Church and State. — 2000. — Vol. 42 (2). — P. 247.
- Simon S. Krishnas Find Fertile Ground In Russia // Chicago Tribune. — March 8, 1992.
- Soviet Citizen Joins Swedish Fiancee in Hunger Strike // Radio Liberty Research Bulletin. — August 19, 1985. — P. 5.
- Specter M. Grozny Journal: Krishnas Cast Bread on Roiling Waters in Russia (англ.) // The New York Times. — December 12, 1995.
- Silhouette: Bitter salt // The Statesman. — March 26, 2007. Архивировано из оригинала 22 мая 2015 года.
- Soviet Devotees Not Free Yet (недоступная ссылка — история) // Back to Godhead. — September 1988. — Vol. 23, № 9. — P. 17—18.
- Swedish Woman Camps Outside Soviet Embassy // Associated Press. — August 17, 1985.
- Timofeyev B. Under the Protection of 'Magnetism' // The Current Digest of the Soviet Press. — 1984. — Vol. 36 (9). — P. 25.
- Valentin Yaroshchuk // The Samizdat Bulletin. — 1988. — № 177. — P. 16—17.
- Woman protests // Associated Press. — August 18, 1985.
- A Would-Be Bride Files Soviet Protest // Los Angeles Times. — August 18, 1985.
- Zarovskiy V. Reasons for Spread of Krishna Sect in Baltic Explored // JPRS Report: Soviet Union. Political Affairs. — 1988. — P. 41—42.